# Hans Blüher

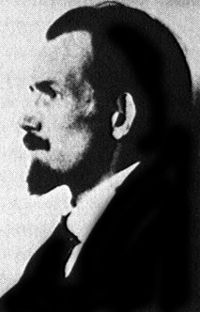
Hans Blüher, um 1920

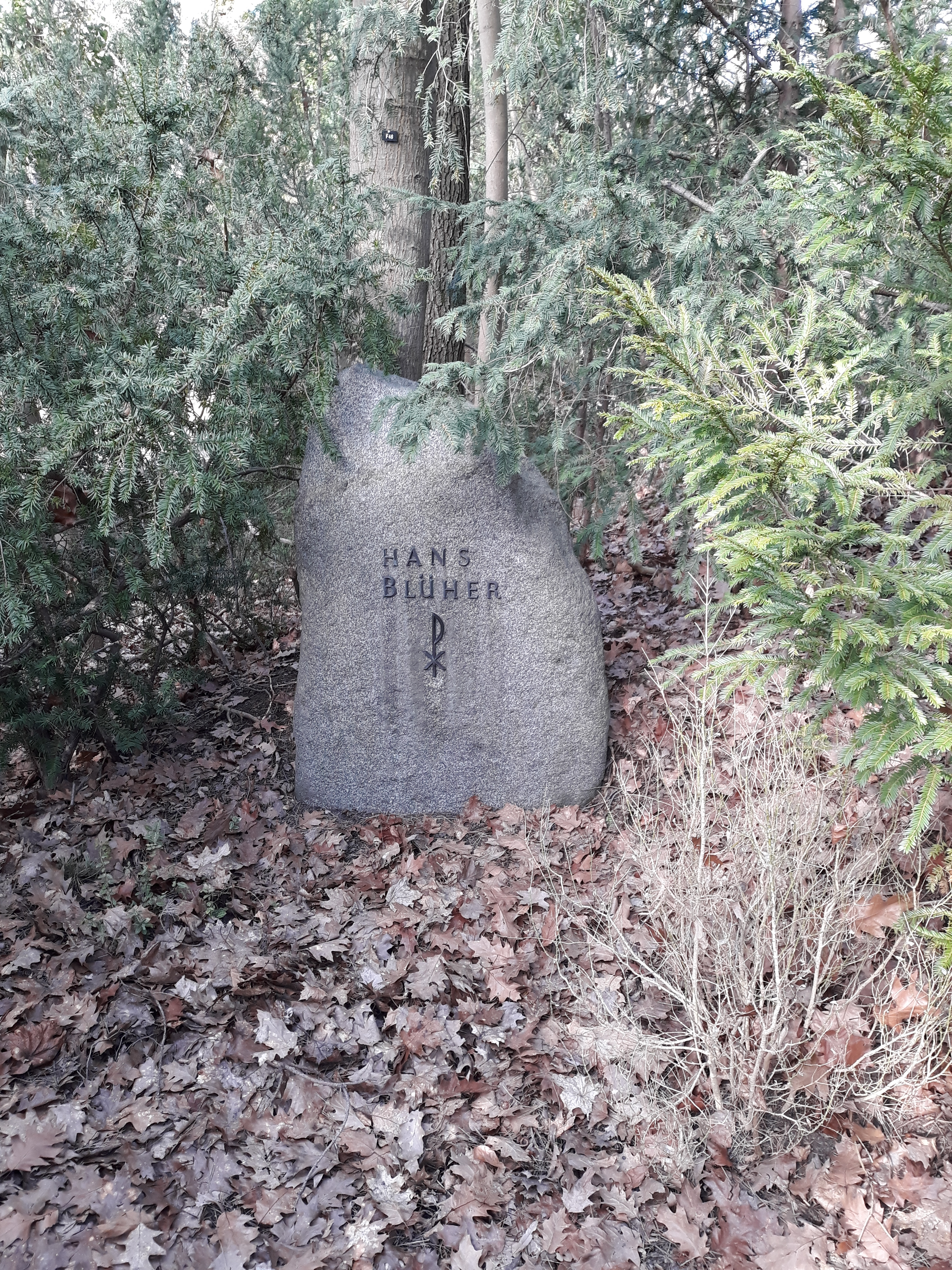
Das Grab von Hans Blüher auf dem Friedhof Hermsdorf in Berlin.

Hans Erich Karl Albert Hermann Blüher (* 17. Februar 1888 in Freiburg in Schlesien; † 4. Februar 1955 in Berlin) war ein deutscher antisemitischer und antifeministischer Schriftsteller und Philosoph. Als frühes Mitglied und „erster Historiker“ der Wandervogelbewegung erlangte er in jungen Jahren große Bekanntheit. Teils interessiert aufgenommen, teils als skandalös empfunden und bekämpft wurden seine Ausführungen zu homosexuellen Aspekten im Wandervogelbetrieb, die Blüher bald darauf zu einer Theorie der männerbündischen Gesellschaft ausbaute.
In der Übergangsphase vom Kaiserreich zur Weimarer Demokratie atheistisch und zeitweise sozialistisch orientiert, entwickelte Blüher sich in den Jahren nach dem Ersten Weltkrieg zum Protestanten, Antisemiten, Antifeministen und Monarchieanhänger. Er gilt als Vertreter der Konservativen Revolution. Vom Nationalsozialismus wandte Blüher sich nach eigenen Angaben ab, nachdem 1934 der SA-Führer Ernst Röhm auf Befehl Hitlers ermordet worden war.
Seit 1924 lebte Hans Blüher als freier Schriftsteller und Laienanalytiker in Berlin-Hermsdorf. Hier arbeitete er nach seinem Rückzug aus dem öffentlichen Leben in der NS-Zeit an seinem 1949 erschienenen philosophischen Hauptwerk Die Achse der Natur.

## Schüler des humanistischen Gymnasiums Steglitz
1896 verließen Blühers Vater, der Apotheker Hermann Blüher, und seine Frau Helene mit dem achtjährigen Hans das schlesische Freiburg und verlegten ihren Wohnsitz zunächst nach Halle und 1898 nach Steglitz, wo der nun Zehnjährige auf das örtliche Gymnasium geschickt wurde. In seiner 1912 vorgelegten ersten Abrechnung mit dieser Schulzeit schrieb Blüher:

„Die geistigen Freuden sind die reinsten und vollendetsten, sie bleiben das ganze Leben über ungeschwächt erhalten und lösen dauernd neue Glücksgefühle aus. Man sollte nun erwarten, daß ein Institut wie die Schule, das sich nur mit geistigen Dingen abgibt, und in der frischesten Zeit des Lebens, geradezu einen Freudentaumel des Entdeckens und Begreifens erzeugen müßte: – Und sie erzeugt gerade das Gegenteil! Sie arbeitet nicht nur mit gelegentlichen Überanstrengungen und Schwierigkeiten, die natürlich auch bei der freiesten geistigen Arbeit nicht zu vermeiden sind, sondern mit einem ganz immensen Unlustüberschuß. Und dieser wird noch dazu einem Lebensalter zugemutet, das wegen seiner Zartheit und Freudebedürftigkeit hierzu am allerwenigsten geeignet ist. Auf diesen jungen Schultern liegt in der Tat eine Last, an die der Mann nur noch mit Grausen zurückdenkt und die ihm noch unaufhörlich in seinen Träumen lebendig wird. […]
Die in der Schule gelehrte ‚Wissenschaft‘ und die gesamte Kulturauffassung, die dort vertreten wird, ist ja keine freie, sondern eine restlos angewandte. Sie steht im Dienste aller möglichen Ideale und sonstiger Vorurteile; der Patriotismus und die Religion erfordern, um in den Schülerherzen festen Boden zu finden, eine ganz beträchtliche Färbung und Fälschung der Wirklichkeit. […] Woher soll da geistige Freude kommen, wenn dem Schüler das Instrument verstimmt ist, auf dem er sie hervorspielen könnte …?“

Später urteilte Blüher teilweise deutlich milder und dankbarer. Schuldirektor Robert Lück, den Blüher noch 1912 als einen etwas engstirnigen christlichen Pädagogen geschildert hatte, erfuhr in der Zweitfassung von Blühers autobiographischer Darstellung Werke und Tage eine Aufwertung. Blüher würdigte Lücks Lebenswerk und bezeichnete die Auswahl des Lehrerkollegiums als meisterhaft: „Wie er das eigentlich fertiggebracht hat, ist jedermann ein Rätsel geblieben. Er hatte hier ein offenbares Charisma. Fast glich das Kollegium einem Orden.“
In seinem Lebensrückblick stellte Blüher seine frühere Schule in die Reihe jener Gymnasien, denen er eine herausragende Rolle im deutschen Kulturleben zuerkannte. Nirgends sonst in Deutschland sei der Boden für den Streit der humanistischen Bildungsmacht und der romantischen Gegenbewegung so fruchtbar gewesen; der Wandervogel und die Jugendbewegung hätten nur hier entstehen können.

## Wandervogel
In den Wandervogel aufgenommen wurde Hans Blüher 1902 als 33. Mitglied. Dabei handelte es sich um eine feierliche Prozedur, die Karl Fischer für jeden der neu einrückenden „Füchse“ abhielt. Nach einer Belehrung über Ziele und Gedanken der Wandervogelbewegung wurde der Aspirant darauf eingeschworen, dem Oberbachanten Fischer sowie seinen Bachanten und Burschen die Treue zu halten und wo nötig zu gehorchen. Versprach er dies in Gegenwart mindestens zweier weiterer Zeugen, die das Versprechen beglaubigten, so trug Fischer den Namen in das Scholarenbuch ein.
Hans Blüher begriff diese Gemeinschaft als eine Protestbewegung gegen die „verwitterten Ideale“ der „alten Generation“, denen man durch eigene Anschauungen und Erfahrungen energisch widerstehen müsse. Gegenüber allen pädagogisierenden und auf einen bequemen Wanderbetrieb gerichteten Tendenzen nahm Blüher eine strikt ablehnende Haltung ein. Vorgaben, wonach aus Rücksicht auf jüngere Teilnehmer die Quartiersuche frühzeitig stattzufinden habe, zeigten für ihn nur „mangelndes Verständnis für das große Erlebnis des Grauens, das der Wald und die Nacht in den Gemütern auch der Älteren erzeugt.“ Es liege eine weichliche Vernachlässigung der jungen Persönlichkeit darin, „die Kraft solcher wertvollen Stunden zu brechen“. Auch von Empfehlungen, bei anhaltendem Regen die Wanderung vor Erreichen des Ziels abzubrechen, um Kleidung und Stimmung nicht nachhaltig zu beeinträchtigen, hielt Blüher wenig: „Das alles empfiehlt sich in der Tat für schwache Gemüter, die sich von vornherein sagen müssen, daß sie nicht die Kraft haben, die Unbilden der Witterung mit dem Überschwang ihrer Jugendlichkeit zu übertönen, und wer die alte Wandervogelbachantik kennt und kein Degenerat ist, der kennt auch die unvergeßliche Pracht solcher verzweifelten Regenwettermärsche.“
Zusammen mit Walter Benjamin, Ernst Joëll, Fritz Klatt, den Brüdern Hans und Walter Koch, Hans Kollwitz, Erich Krems, Alfred Kurella und Alexander Rüstow gehörte er dem so genannten Westender Kreis an, der den linken Flügel der bürgerlichen Jugendbewegung zusammenführte. Klatt war wahrscheinlich der geistige und publizistische Motor dieses Bundes.
In hymnischen Worten blickte Blüher noch in seinem sechsten Lebensjahrzehnt auf jene märkischen Landstriche zurück, in denen die Steglitzer Wandervögel ihre wochenendlichen Naturerlebnisse suchten und fanden. Diese etwa im Vergleich zu Süddeutschland unscheinbare Landschaft wollte entdeckt sein „mit der ganzen Glut und Geschmeidigkeit unseres Herzens: diese Landschaft mußte bezwungen werden, ihr Götterwort mußte uns zukommen, sonst wären wir Jugend zugrunde gegangen am unreinen Atem der Väterkultur. […] Das Nuthetal, auf dem die ersten Feuer der Jugendbewegung brannten, hatte uns getränkt mit der geschichtlichen Kraft, die seit Jahrhunderten in ihm stak, und uns zu sich genommen. Wir stiegen von seinen Hügeln ab und waren ein Stand.“
In der Steglitzer Gesellschaft bildeten diese ungewohnten Formationen von Jugendlichen einen sehr eigentümlichen Kontrast zur sonstigen Bürgerschaft, wenn sie nach ausgiebiger Wanderung heimkehrten:

„In Steglitz war nun alles lebendig geworden. Die sauberen Knaben der wohlgenährten Bürger gingen in neuen Anzügen auf der Albrechtstraße spazieren, kleinen Mädchen folgend. Die Fichteberg-Aristokratie und der Halbadel hatten eben die Kirche hinter sich und man stolzierte mit verglasten gottnahen Augen nach Hause. Wenn ihre Söhne die bunten Schülermützen zogen, so faßten sie den Schirm stets nur mit zwei Fingern an, denn die drei andern mußten das schmucke Handschuhpaar halten. Man grüßte und ehrte viel. – Und dazwischen nun diese wildfrohen Gestalten, dieses bunte Gemengsel toller Pennäler! Sie traten mit ihren klobigen Stiefeln auf das zarte Pflaster; der Eine von ihnen hielt sich hinterwärts fest, denn Wolf hatte ihn den sandigen Abhang des Havelberges hinuntergeworfen, und da waren ihm die Hosen klaftertief geplatzt. […] ‚Der verrückte Fischer!‘ sagte man nur und ging weiter.“

Hans Blüher, dem sein markant-hageres Äußeres den Fahrtennamen „Gestalt“ eintrug, entwickelte sich zu einem der treuesten Anhänger Fischers, hatte seinerseits an Fischer aber auch entscheidenden Rückhalt in seinem Wandervogel-Dasein. Von einer Sommerfahrt an den Rhein 1903 wurde Blüher vom Fahrtleiter Siegfried Copalle wegen mangelnder Einordnung nach Hause geschickt, was Fischers Billigung nicht fand. Dieser stellte sich auch in der Folge schützend vor ihn.
Einen ebenfalls äußerst nachhaltigen Eindruck auf Hans Blüher machte der vermögende Rittergutsbesitzer Wilhelm (Willie) Jansen, den Blüher, nun selbst Fahrtleiter, bei einer Sommerreise 1905 von der Rhön bis an den Bodensee mit seiner Gruppe kennengelernt und für die Wandervogelbewegung gewonnen hatte. Über Jansens Wirkung schrieb er:

„Jansen bezaubert die Jugend durch sein Wesen, im Nu hat er die westdeutschen Schulen für den Wandervogel erschlossen, und die jungen Menschen hängen wie die Kletten an ihm. Es war natürlich nichts Anderes, als das damals mit Fischer: Heroenliebe. Aber hier zweifellos in gesteigerter Form. […] Man mag es glauben oder nicht, aber ich habe es in zahlreichen Briefen gelesen und von zahlreichen jungen Leuten selbst gehört; es war wirkliche Erotik, die hier ausbrach.“

Wie zuvor Karl Fischer wurde nun Wilhelm Jansen der idealisierte Jugendführer, der durch Charisma und Begabung zu seiner Autorität kam und nicht durch Paragraphen oder Macht – wie es den Lehrern vorgeworfen wurde. Durch das Element der Freiwilligkeit erhielt das Modell des Jugendführers eine ungeahnte Dynamik, die zumeist als romantisch-schwärmerisch bis faszinierend-unheimlich beschrieben wurde. Die Selbsterziehung der Jugend machte es überdies möglich, sich von den als überkommen erlebten Traditionen der Elterngeneration loszusagen und eigene Wege des Erwachsenwerdens zu erproben. Zumindest für Blüher wurde Jansen zur stilbildenden Persönlichkeit der Jugendbewegung:

„Jansen gehörte zu den Ersten, die anstelle des barbarischen und vielfach geschmacklosen deutschen Turnens die antike Gymnastik einsetzen wollten, denn diese natürlichste Art der Körperkultur war ja nur durch die christliche Kultur beseitigt worden und das Turnen war ein höchst unvollkommener Ersatz dafür. Die erste deutsche Palästra in Charlottenburg bei Berlin war von Jansen erbaut worden, auf seinem Gute stand eines der ersten Licht- und Luftbäder, und sein Kapital arbeitete überall da mit, wo es galt, die Prüderie und Verheimlichung zu überwinden und an ihrer Stelle die edle Offenheit des Nackten wieder aufleben zu lassen. Die Körperkultur-Bewegung, die heute immer weiter und deutlicher fortschreitet, verdankt Jansen mit ihre ersten Erfolge.“

Das Motiv des als ursprünglich und wahrhaftig wahrgenommenen nackten Körpers findet sich nicht nur in der Jugendbewegung, sondern auch in anderen Formen lebensreformerischer Gruppierungen und Ideengebäude. Hier wie da wurde vorwiegend der Bezug zu der als edel und wahr idealisierten Nacktheit antiker Kulturen hergestellt.

### Historiker des Wandervogels
Sieben Jahre verbrachte Hans Blüher, der 1907 sein Abitur ablegte, in der Wandervogelbewegung, bevor er 1909 ausschied. Doch auch danach riss die Verbindung nicht ab, zumal Blüher auch während des Aufspaltungsprozesses der Organisation zu seinen frühen Freundschaften stand und Deutungshoheit über die Entwicklung der Bewegung reklamierte, nach eigenem Bekunden dabei angespornt und unterstützt von Willie Jansen, der ihn auch gedrängt haben soll, einer Darstellung der Wandervogel-Entwicklung von anderer Seite durch ein eigenes Werk zuvorzukommen.
Mit Wandervogel. Geschichte einer Jugendbewegung gestaltete der im Erscheinungsjahr 1912 Vierundzwanzigjährige, wie Armin Mohler anmerkt, wirkungsmächtig die „klassische Darstellung“ und gleichzeitig die „Legende“ der Geschichte dieser Bewegung. Bereits im Titel erhob er den Anspruch, ihren Aufstieg, Blüte und Niedergang zu erfassen und verständlich zu machen. Dabei kam es ihm darauf an, schrieb er im Vorwort, das scheinbar Unverknüpfte zusammenzubinden und das Bewegende an den Bewegungen zu finden. Im Gegensatz zum bloßen Chronisten müsse jeder Geschichtsschreiber sich dieser subjektiven Seite seines Schaffens stellen.

„Dabei können ihm große bedeutende Irrtümer unterlaufen, entscheidende vielleicht, während der Chronist sich im besten Falle zu einem Schreibfehler aufschwingt […]. Ich habe die Geschichte der Jugendbewegung zu beschreiben, deren innerstes Wesen, soweit ich es verstanden habe, eine solche Fülle interessanter Tatsachen birgt, daß es sich wohl lohnt, über sie nachzudenken; eine Bewegung, die ganz uns gar aus der Jugend selber geboren wohl die merkwürdigste ist, die je über deutschen Boden gegangen. Aber eben nur das Innere ist merkwürdig, das Nichtgesagte, Verschwiegene. […] Es war eine Jugend, die zu Wochentagen an sauberen Tischen aß und der man nichts ansehen konnte, die dann an nebligen Festen durch braune Heiden und sandige Landschaften strich in wilder Kleidung, bepackt und zerzaust, nicht wiederzuerkennen, die zu nächtigen Zeiten an Feuern lag und zu einander redete von niegesagten Dingen voller Zorn, Verdrossenheit, Ueber- und Schwermut.“

Den institutionellen Beginn der Wandervogelbewegung deutete Blüher als „genialen Streich“ Karl Fischers gegen Schulgesetze und staatliche Behörden, die den Schülern eigene Vereinigungen untersagten. Indem er eine Reihe angesehener Steglitzer Bürger als Vorstand des „Ausschusses für Schülerfahrten“ gewann, konnte er seine Gründung auf ein dauerhaftes Fundament stellen und schuf zugleich das Muster für weitere Initiativen: „Dieser Ausschuß war der eigentliche Verein, er wurde der Schule präsentiert, und die Namen der Männer bürgten dafür, daß alles mit rechten Dingen zuging. Ganz getrennt davon bestand die eigentliche Jugendbewegung mit ihren Führern; es wurde dafür gesorgt, daß der Ausschuß möglichst wenig damit zu tun hatte, nur Geld und Namen hergab und, wie gesagt, der Oeffentlichkeit gegenüber ‚bürgte‘. Die Schüler selbst wurden in das „Scholarenbuch“ eingetragen, waren aber nicht Mitglieder des Vereins, sondern standen nur in einer Liste, wo man ihre Adressen finden konnte.“
Zur Gründungssitzung erschien Fischer mit einigen seiner Getreuen, darunter der Mechanikerlehrling Wolf Meyen, dem bei der allgemeinen Suche nach einem Vereinstitel als Jüngstem die zündende Idee kam, wie Blüher berichtet:

„‚Wenn das Kind nun einmal einen Namen haben muß, meinte Wolf Meyen, warum soll man’s da nicht ‚Wandervogel‘ nennen!‘ Damit war’s geschehen: d a s Wort war indiskutabel! Zehntausende junger Menschen sollten sich an ihm begeistern und darin den Sinn ihrer Jugend finden.“

Meyen hatte auf dem Berlin-Dahlemer Friedhof das Grab von Kaethe Branco geb. Helmholtz (1850–1877) und dessen Inschrift gesehen: „Wer hat euch Wandervögeln die Wissenschaft geschenkt […]“.
Die Vereinsgründung fand Anfang November 1901 statt; die nachfolgenden Wintermonate nutzte Fischer zur Rekrutierung weiterer geeigneter Mitstreiter, die er in der nächsten Wandersaison für Führungsaufgaben einsetzen konnte.

„Als es dann aber Frühling zu werden begann, da setzte er sich mit einigen Schuldirektoren in Verbindung, die ihm ihre Aula zur Verfügung stellten, und hier trat er dann offen vor die versammelte Jugend und redete zu ihr vom Wandern und von der Herrlichkeit des Zigeunerlebens; aber er sprach in vorsichtigen Worten. Und es dauerte denn auch nicht lange, da kamen an die hundert Berliner Schüler zusammen aus allen Vororten, gelockt durch den romantischen Zauber, den Fischer und noch mehr seine Bachanten um sich her verbreiteten.“

Gegenüber Ideen, die dem Wandervogel im Zuge einer „Pädagogisierung“ angetragen wurden, nahm Blüher zunächst eine süffisant-ablehnende Haltung ein. So polemisierte er gegen die „landläufigen patriotischen und gutbürgerlichen“ Ideale der Väter, „wie man sie in der Zeitung zu lesen bekommt und womit man sich als Kandidat eines staatlichen Amtes nur recht reichlich zu versehen hat, um einer guten Karriere gewiß zu sein.“ Als Vertreter dieses Einbruchs der Erwachsenen in die autonome Welt der Jugend, die der Wandervogel konstituiert hatte, stellte er die Freideutsche Jugend dar, die sich 1913 gebildet hatte. Schließlich dämmerte für Blüher in der Geschichte des Wandervogels „eine Zeit auf, die den Stempel der Moderne trug“:

„Die große Abstinenzbewegung ist da vor allen Dingen zu nennen, dieser entscheidende Plan der zivilisierten Menschheit, der mit jeder Alterskultur zu brechen den Mut hat; ferner als Gegensatz zu der verlogenen Geschlechtertrennung, wie sie die Eltern übten, eine größere Annäherung der Geschlechter in der Jugend: das Mädchenwandern. Hinzu kam die Pflege des Volksliedes und vieles andere. […] Diese Teile der Bewegung standen geistig höher und brachten es auch zu einer lesbaren Zeitungsliteratur, während die Nur-Romantiker hierin nie weit gekommen sind.“

Die Aufnahme von Mädchen in den Wandervogel war allerdings unter Karl Fischer strengstens verboten, da dadurch eine Aufweichung der als polar vorgestellten Geschlechterbilder befürchtet wurde: eine Verweiblichung der Jungen und eine ‚Verbubung’ der Mädchen. Geist und Natur der Jungen wurden exklusiv mit klassischen männlichen Attributen wie Härte, Abenteuerlust, Disziplin, Kühnheit, Entschlossenheit und körperlicher Stärke belegt. In der Bindung an einen männlichen Führer galt es, die eigene Männlichkeit zu entwickeln und das nicht nur in Abhebung von Frauen und Mädchen, sondern auch von den als brauchbaren Vorbildern ausgefallenen leiblichen Vätern. Damit bestätigte der Wandervogel die damals vorherrschenden sozialen Geschlechterrollen und -praktiken, die ein Zusammensein von Jungen und Mädchen ohne die Aufsicht von Erwachsenen ausschlossen.

### Homosexualität
Weder die vaterländischen Impulse noch ein bloßer Erholungszweck – weg vom „Bücherstaub“ zur Wiederherstellung der Lernbereitschaft – waren für Blüher ausschlaggebende Motive der Wandervogelbewegung, sondern ein geradezu triebhafter Wunsch beim Großteil der Bewegung, sich in der romantischen Rückkehr zur Natur von der Kultur der Väter abzuwenden.
Blüher verteidigte die Wandervogelbewegung gegen den im Zuge der Eulenburg-Affäre verbreiteten Vorwurf, sie sei ein „Päderastenclub“, indem er diese Kritik in einen Vorzug verkehrte und sich ausdrücklich zur männlichen Homoerotik und zu ihrem Einfluss auf die Wandervogelbewegung bekannte. Laut Armin Mohler glaubte Blüher, dass der „mannmännliche Eros“ nur in einer kleinen Zahl von Fällen tatsächlich zu homosexuellen Handlungen führe. Christian Füller dagegen sieht in Blüher einen Verteidiger der Päderastie.
Blühers Meinung nach bildet nicht die Familie die Grundlage der Gesellschaften, sondern diese werde im Gegenteil durch Männerbünde, durch homoerotische und homosexuelle Verbindungen zusammengehalten. Daher schätzte Blüher die männliche Homosexualität hoch ein und trat 1913 offen für die Aufhebung des § 175 StGB ein. Dies ging gleichzeitig mit einem entschiedenen Antifeminismus und Antisemitismus einher. Frauen und Juden waren für ihn, wie die Erziehungswissenschaftlerin Meike Sophia Baader formuliert, „das Andere des Männerbundes“.
Über das Phänomen Päderastie war Blüher im altsprachlichen Schulunterricht aufgeklärt worden. Da wurde Ion von Chios mit einer Stelle behandelt, in der Sophokles einen ihn beim Gastmahl bedienenden Knaben küsst und sich in ihn verliebt: „Diese Stelle nun mußten die Schüler übersetzen und bekamen so eine Seite des antiken Lebens zu erfahren, die ihnen sonst geflissentlich verheimlicht wurde. Sie schüttelten die Köpfe und wußten nun gar manches mehr. Sie fanden sich wohl auch in ihrem eigenen Leben besser zurecht.“ In seinen Lebenserinnerungen schildert Blüher das Steglitzer Gymnasium seiner Schülerzeit als einen Ort, wo homoerotische Beziehungen unter den Jungen sehr verbreitet waren:

„Es ist mir aber nicht ein einziger Fall bekannt, wo eine solche Knabenliebe zu lüsternen Attacken geführt hätte. Es gehörte bei uns einfach zum guten Ton, Knaben vor der Reife nicht zu berühren. […] Unter Gleichaltrigen dagegen waren die erotischen Beziehungen entschieden lebhafter; hier packte uns der vollentflammte Eros und riß uns durch alle Dunkelheiten mit sich fort.“

Blüher selbst soll nach Hergemöller in diesen Jahren durch eine Reihe homoerotischer Affären aufgefallen sein. Ein unglücklich in ihn verliebter Schlossergeselle brachte sich, wie Blüher bezeugt, auch seinetwegen um. Ulfried Geuter, der auch den privaten Nachlass Blühers für seine Studie ausgewertet hat, bestätigt hingegen dessen heterosexuelle Orientierung und zitiert aus einem Brief Blühers an seine Eltern, „daß es nur eine Macht- und Zufallsfrage war, die das Zünglein nach dieser Seite ausschlagen ließ“, weil er jahrelang „Pech in der invertierten Richtung“ gehabt habe, was zu deren Einschlafen geführt habe. Louise dagegen, seine Geliebte, übe nun bereits dreieinhalb Jahre lang eine zwar kaum leidenschaftliche, aber doch gleichmäßige und starke Wirkung auf ihn aus.
Allgemeine Bedeutung für die Wandervogelbewegung nahm das Thema Homosexualität an, als Willie Jansen, unterdessen Bundesvorsitzender des Wandervogels in Berlin, in einer Vorstandssitzung zwar die gegen ihn selbst gerichteten Vorwürfe diesbezüglicher unerlaubter Handlungen dementierte, seinen Vorstandskollegen aber Naivität und Ahnungslosigkeit hinsichtlich der homoerotischen Aspekte des Wandervogellebens bescheinigte und ergänzte, man würde in dieser Sache wohl vorsichtiger vorgehen, wären sich die Herren dessen bewusst, was sie selbst an der Wandervogel-Jugend interessierte. „Das war“, kommentiert Blüher, „eine ungeheure Sprache, die umso mehr wirken mußte, als in der Tat keiner der alten und jungen Herren eine wirkliche Kenntnis der erotischen Dinge besaß.“ In seiner Autobiographie idealisierte Blüher Jansen als „echten Vertreter antiker Paederastie“. Geuter bescheinigt Blüher in diesem Zusammenhang „durch und durch eine Tendenzgeschichte, deren zweiter Band offensichtlich dazu diente, Jansen zu huldigen“.
Als grundlegend für sein eigenes geistiges Leben bewertete Blüher eine Äußerung Jansens im persönlichen Gespräch: „Wo käme denn die Kraft her, die imstande ist, solche Bewegung unter der männlichen Jugend hervorzurufen, wenn nicht von Männern, die, statt das Weib zu lieben und Familienvater zu werden, den Jüngling liebten und die Männerbünde gründeten?“ Durch Jansen lernte Blüher auch den Philosophen und Zoologen Benedict Friedlaender kennen und wurde eingeführt in die von ihnen und Adolf Brand gegründete „Gemeinschaft der Eigenen“, eine Vereinigung homosexueller Literaten, Wissenschaftler und Künstler. Brand gab 1896 bis 1932 die Zeitschrift Der Eigene heraus, in der er sich für die Emanzipation der Homosexuellen einsetzte sowie für „Kunst und männliche Kultur“. Brunotte weist Blüher 1912 als Mitglied sowohl der Gemeinschaft der Eigenen als auch des Wissenschaftlichen-humanitären Komitees von Magnus Hirschfeld aus und sieht Blühers Frühwerk an der Schnittstelle bzw. in einer Brückenfunktion zwischen den unterschiedlichen Konzepten von Homosexualität und Männlichkeit einerseits sowie der Freudschen Psychoanalyse andererseits.
Den beiden ersten Bänden seiner Wandervogel-Darstellung, die „Aufgang“, „Blüte“ und „Niedergang“ behandelten, fügte Blüher einen dritten unter dem Titel „Die deutsche Wandervogelbewegung als erotisches Phänomen“ hinzu. Widerstände gegen die Verbreitung seiner Schriften hatte er bereits im Vorfeld des Erscheinens richtig vorausgenommen – Schuldirektor Lück kümmerte sich in Steglitzer Buchläden persönlich darum, dass Blühers Bände aus den Auslagen entfernt wurden (was der Nachfrage aber nicht merklich schadete) – und hatte das Erscheinen aller drei Bände vertraglich abgesichert. Es kam ihm darauf an, „die öffentliche Meinung plötzlich zu überfallen, auf einmal, völlig unvorhergesehen da zu sein, und so dazusein, daß man aus dieser Position nicht mehr vertrieben werden konnte.“

„Als der Druck der Aushängbögen sich nun seinem Ende näherte, tat ich folgendes: ich schnitt mit der Schere die harmlosesten Stellen heraus, Landschaftsschilderungen, Fahrtenereignisse, Zeichnungen von Charakteren, was alles in geschicktem fontaneschen Stil verfaßt war, und versandte sie an einige der bedeutendsten Wandervogelzeitschriften, mit dem Begleitschreiben, daß demnächst meine Geschichte des Wandervogels bei Bernhard Weise erschiene und ich sie bäte, den beiliegenden Auszug abzudrucken. Kaum waren die Briefe abgeschickt, so regnete es eilige Anfragen: Was denn das sei …? Man habe ja nicht das Geringste davon erfahren, man bäte sofort um genauere Angaben, besonders aber bäte man darum, doch möglichst einmal das ganze Werk in Fahnenabzügen zu übersenden, damit man einen Überblick bekommen könne; das freilich war es, was ich unbedingt verhindern mußte.“

Blüher schrieb den Interessierten, er habe alle Probeexemplare zerschnitten und weiträumig an Redaktionen versendet, könne daher das Ganze zur Ansicht nicht liefern. Wer einen größeren Posten ordere, erhielte aber innerhalb einer angemessenen Sperrfrist das Alleinvertriebsrecht. So gelang es ihm, auf einen Schlag 1500 Exemplare des ersten Bandes abzusetzen. Für das Erscheinen des zweiten und dritten Bandes ein halbes Jahr später schloss er mit zahlreichen Zeitungen Vorverträge für Anzeigen und Vertrieb ab, die dann unabhängig vom gewagten Inhalt des Werkes zu erfüllen waren:

„Entsetzliche Lage! Es muß ein Gefühl gewesen sein, wie es jemand hat, der ein Gift geschluckt hat und nun mit voller Gewißheit weiß: in wenigen Minuten wird der furchtbare Krampf in den Gedärmen beginnen, der dich vernichtet. Das gefürchtete Buch kam mit unheimlicher Gewißheit über sie; sie waren von allen Seiten umstellt, und es gab kein Entrinnen. Und nun kam gar das von mir bekräftigte Gerücht auf, daß ein ‚dritter Band‘ erscheinen würde. Was mag wohl in diesem gar drinstehen …? Ich bekam Briefe über Briefe aus Wandervogelkreisen, die mich warnten, doch mit dem ‚Lebensinteresse‘ der Jugend nicht zu spielen und es nicht gar zu weit zu treiben. Ich würde doch nicht etwas zerstören wollen, was ich selbst mit aufgebaut hätte. Aber ich blieb unerschüttert in meinem einmal gefaßten Entschluß, und mein Kriegsplan funktionierte, nachdem er einmal angelaufen war, wie eine allgemeine Mobilmachung, mit eigenmächtiger Mechanität. […] Damit war der große Schlag getan. Die Wandervogelbourgeoisie war in eine unerhörte Aufregung versetzt, die Schulbehörden waren es gleichfalls, die Eltern, verwirrt und ratlos, wußten nicht, was sie sagen sollten, kurzum, es gab einen großen Tumult.“

## Auseinandersetzung mit der Psychoanalyse
In der Endphase seiner Arbeit an der Wandervogel-Geschichte, so berichtet Blüher in seinen Lebenserinnerungen, sei ihm von dem daheim in Lichterfelde-Ost einen Gesprächskreis zur Lehre Sigmund Freuds unterhaltenden Psychotherapeuten Heinrich Koerber die Lösung eines theoretischen Problems eröffnet worden, das Blühers homoerotischen Deutungsansatz der Wandervogelbewegung betraf. Bis dahin ungeklärt war für ihn, „daß mindestens die gleiche Anzahl von Jugendführern, die genau so ihre ganze Zeit dem Wandervogel widmeten, statt zum Weibe zu gehen, keinerlei erotisch zu deutende Handlungen begingen, ja sogar – und das schien mir das Unverständliche zu sein – diese Handlungen leidenschaftlich bekämpften, und, wo andere sie begingen, ebenso leidenschaftlich verfolgten.“ Koerber verwies ihn auf die Lektüre des seinerzeit nur in Fachkreisen bereits bekannten Freud. Bei den Ausführungen zum Ödipus-Komplex fiel es Blüher „wie Schuppen von den Augen“:

„Ich lernte den grundlegenden Begriff der Verdrängung kennen. Dieser hat im Bereiche der empirischen Psychologie durchaus die gleiche Wirkung wie etwa der Begriff der Gravitation in der Mechanik. Kennt man solche – nur vom Genie entdeckbaren – Grundbegriffe nicht, so kann man die zugehörige Wissenschaft überhaupt nicht betreiben; es sei denn man begnügt sich mit bloßen Wahrnehmungsurteilen. Der Begriff der Verdrängung hat das Gesetz der Unzerstörbarkeit der psychischen Energie zur Voraussetzung und bestätigt es genau in derselben Weise, wie durch die Entdeckung des mechanischen Wärmeäquivalentes die Erhaltung zunächst der nichtpsychischen Energie bestätigt wird. […] Freuds Begriff der Verdrängung besagt, daß ein sexueller Trieb, wenn er dem Bewußtsein nicht tragbar erscheint, durch einen unbewußten psychischen Mechanismus – eben den der Verdrängung – ins Unbewußte gestoßen wird, dort aber keineswegs der Vernichtung unterliegt – was wegen der a priori gewissen Energieerhaltung unmöglich ist –, sondern mit einem ‚negativen Vorzeichen‘ versehen, als Angst, Ekel, Scham usw. wiederkehrt, wenn er durch ein erweckendes Motiv ins Bewußtsein zurückgeholt wird. Nachdem ich diesen durch seine Großartigkeit und Einfachheit imponierenden Gedanken erfaßt hatte, wurde mir blitzartig die ganze Situation zwischen den Männerhelden und ihren Verfolgern klar. Sie waren beide aus demselben Holz geschnitzt; beide waren dem jugendlichen männlichen Menschen mit Haut und Haar verfallen […] Der Männerheld aber sagte zu seiner eigenen Natur ja, kannte sie und lebte nach ihr; der Verfolger aber verdrängte diese Verfallenheit samt ihrer äußersten wollüstigen Ausdrucksform. So vollzog sich die Umwandlung in Angst. […] Der Verfolger also kämpft – und zwar vergeblich – gegen die Einsicht, er könnte Knabenliebhaber sein, an, und um ganz sicher zu gehen, verlegt er seinen inneren Kriegsschauplatz nach außen; er verfolgt die vollendeten selbstbejahenden Männerhelden. Mit dieser Theorie vom ‚nach außen verlegten Kriegsschauplatz’ war für mich das Rätsel gelöst und das Spiel gewonnen. Meine Theorie war aus der Sphäre der Wahrnehmungsurteile herausgetreten und zum Erfahrungsurteil geworden, also zur echten Wissenschaft, und die Veröffentlichung wurde damit zulässig.“

In dem Skandal machenden Band „Der deutsche Wandervogel als erotisches Phänomen“ strich Blüher sein und seiner Weggefährten damaliges Desinteresse am anderen Geschlecht breit heraus:

„Schon die ersten alten Wandervögel, die sich in jenem Berliner Vorort zusammentaten, standen in dem Rufe, ‚Weiberfeinde‘ zu sein. Das heißt, man sah sie niemals auf der Hauptstraße gegen Abend mit Mädchen in artige Liebeskonflikte verwickelt. Die Wandervögel ‚poussierten‘ nicht. Sie gingen auch nicht in die Tanzstunde; tat es aber Einer auf das Drängen der Verwandten doch, so konnte er der ausgesuchtesten Hänseleien sicher sein. Ein Wandervogel mit einem Mädchen zusammen, wäre als Stilverfall empfunden worden, der die ganze Vagantenstimmung auf einen Schlag verdorben hätte. Es war, als ob für diese Jugend das weibliche Geschlecht nicht existierte; man sprach nicht einmal davon.“

Um die öffentliche Aufnahme seiner Wandervogel-Deutungen zu begünstigen, hatte es Blüher nicht bei vertraglichen Vorkehrungen belassen, sondern hatte als unbekannter Jungautor fachliche Rückendeckung für seine Anschauungen gesucht: „Ich wandte mich daher zweckmäßig an zwei besonders ausgezeichnete Instanzen der Sexualwissenschaft: an den größten Materialkenner des vorliegenden Spezialgebietes Dr. Magnus Hirschfeld – Berlin und den größten Sexualtheoretiker Prof. Dr. Sigmund Freud – Wien.“ Von beiden und noch weiteren um Prüfung Gebetenen wurde sein Ansatz „anerkannt und für gut befunden“; Hirschfeld fand sich sogar bereit zu einem Geleitwort für Blühers dritten Wandervogel-Band. Damit wurde er zu einem wichtigen Gewährsmann auch für Blühers Forderung nach homosexueller Freizügigkeit:

„Magnus Hirschfeld macht in einem seiner Aufsätze einmal die sehr feine Bemerkung, daß die Homosexuellen dadurch, daß sie oft einfache Lieblinge haben, mit ihrer Liebe zu den nützlichsten Förderern der Ausgleichung der Klassengegensätze werden. […] Das wäre die positive Seite, der Gewinneintrag fürs Volksleben. Die negative ist nicht minder wichtig: die Verlustergänzung. Da nach den Forschungen Freuds sich bei den Neurotikern auf psychoanalytischem Wege stets ein mehr oder minder starker invertierter Einschlag aufzeigen läßt, der bei mißglückter Verdrängung die Krankheit mit hat produzieren helfen, so wird die Freigabe des invertierten Liebeskomplexes zu einer psycho-sanitären Forderung im Interesse des Volktumes.“

Der Kontakt zu Hirschfeld scheiterte, weil Blüher sich im Konflikt zwischen Freud und Wilhelm Stekel nicht auf dessen Seite stellen wollte und sein Antisemitismus offen zutage trat.
Blühers Bekenntnis zu den Lehren Sigmund Freuds war für ihn grundlegend und weitreichend. In ihnen sah er „den unbezweifelbaren Höhepunkt der bisherigen Psychiatrie […] und wir wollen uns daran gewöhnen den Beifall vorfreudischer Gelehrter, die mit uns übereinstimmen, geringer zu veranschlagen als die Gegnerschaft orthodoxer Freudianer. Denn heute noch in der Psychologie vorfreudisch zu denken, ist ungefähr so komisch, als in der Erkenntnistheorie vorkantisch zu metaphysizieren.“ Anders als Freud verstand Blüher die homosexuelle Neigung jedoch nicht als durch psychologische Prozesse bedingt, sondern als angeboren, und setzte sich damit seinerseits von ihm ab:

„Welches Geschlecht ich zu lieben gezwungen bin, das hat sich in einem Bereich entschieden, der jenseits des Psychologischen liegt. […] Wie ich mich aber dem geliebten Geschlechte gegenüber während meines Lebens verhalte, das unterliegt psychologischen Gesetzen, die nachweisbar sind. Es war ein Fehler in Freuds Denken, daß er den mannmännlichen Eros als ein Ergebnis psychischer Vorgänge auffassen wollte, also letzten Endes doch als eine Abirrung von der mannweiblichen Norm. Er wollte trotz des ausgiebigen Briefwechsels, den ich damals mit ihm führte, die autonome Herkunft nicht anerkennen. Hier schieden sich also unsere Wege.“

Der Unterschied zu Freud lag darin, dass Blüher bei seinen „Männerhelden“ keinerlei neurotische Fehlentwicklung aufgrund der ödipalen Problematik vorliegen sah. Als pathologisch betrachtete Blüher nur die latente und weibliche Homosexualität, nicht jedoch die sexuelle Inversion bei Männern. Er habe, so Geuter, mit seiner Kritik an der Psychoanalyse, die den „gesunden Vollinvertierten“ nicht erklären könne, „durchaus einen richtigen Punkt getroffen“. So wie sich Blüher aber späterhin mit Freud durch antisemitische Äußerungen persönlich überwarf, verkehrte sich auch das Verhältnis zu seinem anderen Förderer Magnus Hirschfeld, dem er die willkürliche Kürzung eines eigenen Beitrags im Jahrbuch für sexuelle Zwischenstufen vorhielt und den er als Repräsentanten einer „jüdisch-liberalen Kulturanschauung“ bezeichnete. In diffamierender Absicht stellte er Hirschfeld in ein Umfeld aus „deformierten Männern“, „deren Rassenentartung durch eine überstarke Begabung an weiblicher Substanz gekennzeichnet ist.“ In seinen Lebenserinnerungen behauptete Blüher zudem tatsachenwidrig, das besagte Jahrbuch habe, um es schmackhaft zu machen, Illustrationen enthalten. Obwohl er nie eine Lehranalyse durchlaufen hatte, praktizierte Blüher als Psychotherapeut.

## Homoerotische Männerbünde
Dem zweibändigen Werk Die Rolle der Erotik in der männlichen Gesellschaft, erschienen 1917, gab Blüher den Untertitel: „Eine Theorie der menschlichen Staatsbildung nach Wesen und Wert“. Darin sah er sich einer von keinem neuzeitlichen Denker erfassten Naturgesetzlichkeit auf der Spur.
Aus der universellen Gültigkeit des Verdrängungsmechanismus folgerte Blüher, dass gleichgeschlechtliche Regungen die Gesellschaft in weit höherem Maße prägen, als es einer sexualitätsverneinenden und -verdrängenden Wahrnehmung auch nur möglich erscheine. In eine ganz falsche Richtung führe dabei die Verwechslung zwischen Androgynie und Bisexualität: die sexuelle Orientierung folge nicht daraus, wie weit jemand ein maskuliner oder femininer Typ ist. Aber sie sei angeboren und damit Schicksal. Diese Orientierung nannte er „Inversion“, um zu betonen, dass sie eine Naturschöpfung ersten Ranges sei, während der „von Psychiatern erfundene oder vielmehr aus der Luft gegriffene Begriff Homosexualität“ bloß klassifiziere und pathologisiere. So gesehen sei „der sogenannte Homosexuelle kein abgesprengtes Stück in der Menschheit, vielmehr ist er der Sonderfall einer weit größeren übergeordneten Gattung Mann, den ich den Typus inversus genannt habe“, oder auch, analog zu Frauenheld, den „Männerhelden“.
Diese Neigung zum eigenen Geschlecht sei – auch ohne Verdrängung, mit ihr erst recht – keine symmetrische Spiegelung der Neigung zum anderen Geschlecht, und die aus dieser entspringende Dynamik grundverschieden von jener:

„Während nun die Natur die Liebe des Mannes zum Weibe freigegeben hat und sie, die gewöhnlichen Hemmungen der Scham abgerechnet, offen ausströmen läßt, hat sie die des Mannes zum Manne gebunden […]; der mann-männliche Eros verbindet sich ständig mit geistigen Gütern und hat heroischen Lebensstil. Der mannweibliche ist idyllisch. Während die soziologische Linie der mannweiblichen Liebe die Familie ist, heißt die entsprechende bei der mannmännlichen ‚männliche Gesellschaft’. Diese wird von der Natur über die Männerbünde hinweg zur Staatsgründung verwandt. Es kann also keine Rede davon sein, daß die Familie die ‚Keimzelle des Staates‘ ist.“

Dass der Mensch ein staatenbildendes Wesen sei, verdanke er somit nicht etwa einer ökonomischen Vernunft, sondern der Natur selber, die ihn, wie einige andere Arten, dazu geschaffen habe.

„Der Natur ist es – teleologisch gesprochen – beim Menschen gelungen, eine Gattung fest zu sozialisieren, ohne Zwangsverkümmerungen an großen Teilen der Gattungsindividuen vorzunehmen. Sie kommt beim Menschen ohne sogenanntes drittes Geschlecht aus. Die einzigen bekannten drei Tierarten, die außer dem Menschen wirkliche Staaten bilden, müssen einen verkrüppelten Typus unter sich ertragen, der sogar die Herrschaft ausübt, und kommen daher nicht dazu, den Staat als Mittel zum Geist zu benutzen. Der Staat bekommt absoluten Wert. Nur dem Menschen gelingt der große Sprung, denn seine Sozialität wird nicht durch Formungen erzwungen, die die volle Entfaltung der persönlichen Wucht, der ethischen Seele, brechen. Die Natur schuf zwei Männerarten – die eine, die dem Weibe verfallen, die andere, die dem Manne verfallen ist, den Typus inversus. Wie dieses Verfallensein zum Ausdruck kommt, ob mit frei hervorbrechender Sexualität oder mit verdrängter und transformierter, ist eine zweite Frage, die nur durch die analytische Psychologie nach der Methode des Professors Sigmund Freud gelöst werden kann. Während die den Frauen verfallene Männerart berufen ist, die Familie, ist es Aufgabe des Typus inversus, die Männliche Gesellschaft zu bilden. Zwischen Familie und Männlicher Gesellschaft schwingt ein ununterbrochener Rhythmus, der in der ganzen Menschheit fühlbar ist, und diese beiden Pole, die von der Sexualität geschaffen werden, sind die letzte erkennbare Struktur des menschlichen Sozialisierungsprozesses.“

In der „Rolle der Erotik …“ sowie in der kurz vor seinem Tod verfassten „Rede des Aristophanes“, in der Blüher bekennt, dass er sich zwar anderen Themen zugewandt, seine früheren Überzeugungen jedoch keineswegs gewechselt habe, dient ein breit gefächertes Spektrum an Beispielen aus Geschichte, Literatur und Zeitgeschichte der Erläuterung seiner Thesen. An erster Stelle steht die klassische Antike, daneben Stammeskulturen mit ihren Männerhäusern, Normannen, Räuberbanden, Ritterorden, Templer, Freimaurer, Studentenverbindungen, außerdem SA und SS. Letztere als extreme Bestätigungen der Relation: Verdrängungsdruck nach innen = Verfolgungsdruck nach außen. Es sind Beispiele dafür, wie sich unter dem Druck brutalster Verdrängung sowohl Eros als auch Geist in ihr Gegenteil verkehren können.
Der Begriff des Eros ist für Blüher zentral. Eros ist die „lenkende Form“, die die Sexualität beim Menschen annimmt. Deren Wirkung ist die bedingungslose „Bejahung eines Menschen abgesehen von seinem Wert … nicht, weil man es ‚will‘, sondern weil man es wollen muß.“ Dieser autonomen Macht, die wie keine andere den Menschen als Schicksal trifft, stellt Blüher polar, also Spannung erzeugend, den Geist, der überpersönliche Werte schafft, gegenüber. Diese Spannung erhielte in mannmännlichen Verbindungen eine besondere, oft tragische Dynamik, was tief mit der Natur des Mannes zusammenhänge. Denn Geist sei der Gipfel der Männlichkeit so wie Eros der der Weiblichkeit:

„Vom Weibe kommen keine Kulturwerte letzter Begründung, und Geist ist – eben in letzter, produktiver Auffassung, nicht in reflektierter – sekundäres männliches Geschlechtsmerkmal. Das Höchste, wohin die Frau gelangen kann, ist die Liebe, und es ist ein Akt vollendetster Ritterlichkeit gegen sie, wenn man sie überall, wo sie liebt, als sakrosankt ansieht und im Zustande ihrer höchsten und einzigen Würde.“

Blüher unterschied drei Arten von Homosexualität: zum einen die virile, die er für „normal“ und kulturschaffend hielt und die er in die Tradition des antiken Griechenland stellte, zum anderen die latente und drittens die feminine im Sinne in Hirschfelds „drittem Geschlecht“. Letztere beiden hielt er für pathologisch. 1913 behauptete er, sie gingen aus „schlechter Rassenmischung“ hervor, und bezeichnete sie als Indiz für „Großstadt-Dekadence“. Die Tendenz, „effeminierte“ Homosexuelle als entartet abzuqualifizieren und zu rassifizieren, verstärkte sich 1913 noch, als ihm von völkischer Seite unterstellt wurde, Jude zu sein. Er betonte, er sei ein „echter Germane“, und bemühte sich, die Trennlinie zwischen heldisch-virilen und angeblich degenerierten, als weiblich identifizierten Homosexuellen möglichst scharf zu ziehen: „Die Ansprüche der Entarteten“ gelte es „auf ihr Maß zurück“ zu zwingen.

## Fundamentalkritik am Bildungswesen
Blühers Stellung zum Bildungswesen war ambivalent. Einerseits bekannte er sich zur Idee des humanistischen Gymnasiums ebenso wie zu derjenigen der Universität, andererseits übte er schärfste Kritik an den bestehenden Bildungseinrichtungen, denen er Verrat an ihrem ursprünglichen Ideal vorwarf. Diese Kritik bezog sich nicht nur auf die Praxis der Wissensvermittlung, die er als Schüler und später als Student erlebt hatte, sondern auf das Bildungskonzept in seiner Gesamtheit. Ihren Kern bildete der Vorwurf, im Mittelpunkt stehe nicht die Beschäftigung mit geistigen Inhalten um ihrer selbst willen, sondern der Wissenserwerb diene vorrangig oder ausschließlich der „Ausbildung für den Lebenskampf“. Daher sei die Zielsetzung der modernen Schule in jeder Hinsicht dieselbe wie diejenige der antiken Sophistik, die dem Schüler Methoden zur Erzielung von Erfolgen in der Politik oder vor Gericht unabhängig von den jeweils vertretenen Inhalten vermittelte. Dadurch werde die Jugend vorgeblich gebildet, in Wahrheit aber entseelt. Aus Blühers Sicht ist die Erlangung technischer Fertigkeiten aller Art sowie überhaupt alles „gewöhnliche Tun, das immer im unmittelbaren Dienste der Zweckmäßigkeit und des Nützlichen steht“, den wahrhaft geistigen Bestrebungen absolut untergeordnet. Er meint, der fundamentale Rangunterschied zwischen „Banausentum“, also allen Beschäftigungen, die primär der Sicherung des Einkommens dienen oder auf ein bequemeres Leben abzielen, und der geistig schöpferischen Tätigkeit etwa eines Philosophen oder Mathematikers sei den antiken Griechen selbstverständlich gewesen. Im modernen Schul- und Hochschulwesen hingegen werde diese Rangordnung verwischt, etwa durch die Gleichstellung des Abiturs der Realschulen mit dem des humanistischen Gymnasiums, das „die einzige echte Bildungsanstalt“ sei.
Das vernichtende Urteil, das Blüher über den Hochschulbetrieb fällte, stützte er auf seine Erfahrung als Student. Sein nach dem Abitur 1907 in Basel begonnenes und in Berlin fortgesetztes sechzehnsemestriges Universitätsstudium in den Bereichen klassische Philologie, Philosophie, Germanistik, Biologie und Theologie betrachtete er im Rückblick wie ein Geschäftsverhältnis zwischen einem Kunden und einem Verkäufer. Die modernen Hochschulen seien „nichts weiter […] als reelle geistige Warenhäuser, in denen man für gutes Geld eine entsprechend gute Ware kauft“; darüber hinaus komme ihnen keine Autorität zu, und dazu sollten sie sich ehrlich bekennen. Den Abbruch seiner Doktorarbeit zu Schopenhauer (über die „Vierfache Wurzel des Satzes vom zureichenden Grunde“) kommentierte er so:

„Doch in der Sache selber kann ich nur Betrübliches vermelden. Kaum nämlich hatte ich mit der mühevollen Arbeit begonnen, als mir auch deren wahrhaft erdrückende Überflüssigkeit klar wurde. Es stellte sich heraus, daß ich zu jeder Arbeit unfähig bin, die ebenso gut auch ein anderer machen konnte. Und um so klarer wurde mir, daß ich überhaupt nur Dinge treiben dürfte, die nur ich allein bewältigen konnte. Und dabei ist es geblieben.“

Den Ausgangspunkt von Blühers Überlegungen zum Bildungswesen bildet die Frage nach dem Sinn und Ziel der Beschäftigung mit der Antike, die einen zentralen Teil des gymnasialen Unterrichts bildete. Der einzige Sinn einer Begegnung der modernen Jugend mit dem antiken Griechentum besteht nach seiner Überzeugung darin, dass die Griechen das „Zeugungsmittel“ seien, das dem auf sie Stoßenden dazu verhelfe, die schöpferische Kraft seines eigenen Gemüts freizusetzen. Nur als solcher „Entzündungsstoff“ sei die antike Literatur weiterhin wertvoll. Die Pädagogen seien aber in der Regel außerstande, den Schülern eine solche Begegnung zu ermöglichen. Sie seien nämlich als klassische Philologen auf eine völlig andere Herangehensweise, die Methode der Altertumswissenschaft, festgelegt. Diese erschöpfe sich darin, mittels historisch-philologischer Forschung (insbesondere Textkritik) objektive Tatsachen über Äußerlichkeiten zum Leben und Werk der antiken Autoren zu ermitteln. Mit diesem auf eigentlich Belangloses gerichteten „Willen zur Wahrheit“ könne man sich „die aufregenden Mächte vom Leibe halten“, mit denen man es zu tun bekäme, wenn man sich tatsächlich auf den Inhalt der Texte einließe, statt nur oberflächlich deren Form zu untersuchen:

„Es kann kein Zweifel bestehen, daß Winckelmann, Schiller und Goethe, die den Deutschen vor Nietzsche als Interpreten der Griechen galten, sich über deren empirische Realität ebenso geirrt haben, wie dies Nietzsche tat. Der schöpferische Mann hat die Wahrheit nicht nötig. […] Altertumswissenschaft ist nichts anderes als Rückgängigmachung der Irrtümer großer Männer; denn gäbe es keine großen Männer, die sich an den Griechen entzündeten, so kümmerte sich kein Mensch im Volk um sie. […] Klassische Philologen […] sollten als Erzieher überhaupt ignoriert werden. […] Es kommt auf die geheiligten Irrtümer der Großen an, nicht auf die Wahrheiten der kleinen Leute. […] Wissenschaft ist ein Mittel gegen die Wahrheit. Wer Wissenschaft betreibt und nicht von ihr los kann, von dem kann man immer sagen, daß er sich vor einer anderen Erkenntnis wehrt.“

Den konkreten Anlass zu Blühers Polemik gegen die klassische Philologie bot der publizistische Angriff des klassischen Philologen Ulrich von Wilamowitz-Moellendorff auf Nietzsche, der damals großes Aufsehen erregte. Blüher betrachtete Wilamowitz als Repräsentanten des „bürgerlichen Typus“ in der Rolle des Gelehrten. Die Haupteigenschaft dieses Typus sah er darin, „sich alle aufregenden Dinge sowohl des Menschen, als der Natur fernzuhalten und nicht an sich herankommen zu lassen. […] Er hält sich das wilde Tier in den zoologischen Gärten und er hält sich den Philosophen in den Universitäten.“ Nietzsche hingegen habe „das große Schicksal erlitten: er war auf die Griechen gestoßen, und auf einmal wurde sein Wesen aufgerührt.“ Dadurch sei „eine neue Lebenshaltung entstanden; unter fortwährender Todesgefahr für den, der sie zum ersten Mal verkündete.“ Dieser Art Herausforderung habe sich Wilamowitz nicht stellen wollen, sondern „die Anpassung des Griechentums an die bürgerliche Wohnstube und das protestantische Pfarrhaus“ vollzogen.
Nach dem Erscheinen einer Kampfschrift, die Blüher gegen Wilamowitz richtete, wurde er – offiziell wegen einer anderen Veröffentlichung – vor das philosophische Dekanat geladen. Trotz angedrohter polizeilicher Vorführung verweigerte er – etwas indigniert wegen seiner offenbar unberücksichtigten Bekanntheit als Schriftsteller – das Erscheinen. Danach nahm er das in Abwesenheit ergangene und von Wilamowitz unterzeichnete „consilium abeundi“ an, beendete das Studium also ohne formalen Abschluss.

## Politisch-weltanschauliche Bekenntnisse
Die zeitkritisch-polemische Auseinandersetzung, die Blüher mit Kirche, Staat und vorherrschendem Wertehorizont der wilhelminischen Gesellschaft aus seiner Wandervogel-Perspektive bis zum Ersten Weltkrieg geführt hatte, wurde zu Zeiten der Weimarer Republik von entschieden antidemokratischen Bekundungen abgelöst. Blüher gilt als Vertreter der Konservativen Revolution, einem Terminus, unter dem verschiedene rechtsgerichtete antiliberale, antidemokratische und antiegalitäre Autoren zusammengefasst werden. Als einer der ersten rückte er die beiden Begriffe in einen Zusammenhang, als er in einem Vortrag über Deutsches Reich, Judentum und Sozialismus erklärte, dass der „Geist […] immer zugleich konservativ und revolutionär“ sei, weshalb Konservative revolutionär werden müssten und Revolutionäre – Blüher meinte: die Jugend – konservativ. Armin Mohler zählt Blüher zu den „überragenden Gestalten“ der Konservativen Revolution. Blühers antidemokratische Haltung mündete in ein klares Bekenntnis zur Monarchie, das verbunden war mit dem Modell einer spezifisch männerbündischen Adelsaristokratie. Diese Grundkoordinaten seines weltanschaulichen Werdegangs hat Blüher wie folgt bestimmt:

„Der Adel ist nicht durch Satzung da, sondern von Natur. Daß es auch Adel von Satzung gibt, den Nominaladel, diese Tatsache ist nur die Kreuzung einer natürlichen und einer gesellschaftlichen Gegebenheit. Diese Kreuzung ist nicht selten von korruptivem Charakter, aber sie ist, dies möge man nicht aus den Augen verlieren, verhältnismäßig weniger korrumpiert als die bürgerlichen Stände. […] Die Natur hat ein merkwürdiges und zweifellos ihr tiefstes und ergreifendstes Spiel getrieben, indem sie in der Menschengattung bestimmte Einzelne, durch einen Überschwang und Überschuß ihres Wesens auszeichnete, und dies auf Kosten ihrer Familiensubstanz. Sie läßt die Familien gewissermaßen anschwellen bis zu einem oder mehreren Gipfelpunkten: dann tritt in der Folgegeneration wieder die Annäherung an die Gattungsnorm ein. Diese überschwänglichen Einzelnen sind der Adel.“

Dieser Adel, schreibt Blüher 1917, sei der Schöpfer der menschlichen Geistigkeit und Sprache. Dies mache ihn zum Führer des Volkes und begründe einen Herrschaftsanspruch. Aus Stefan Georges „Stern des Bundes“ zitierend („Neuen Adel, den ihr suchet, / führt nicht her von Schild und Krone!“), unterscheidet er vom bisher über das Volk nur herrschenden „Nominaladel“ einen „Geburtsadel“, der auch dienen solle. Gleiches habe für die „Herrenvölker“ zu gelten, die die von ihnen unterjochten Völker immer nur beherrscht hätten. „Herrschend aber soll dasjenige Volk sein, das am meisten vom Wesen des Adels durchdrungen ist. Dann wird es den kleinen Völkern dienen.“

### Preußischer Monarchist und Wilhelminist
Wegen Farbenblindheit und eines Leberleidens lebenslang vom Militärdienst befreit, nahm Blüher im Ersten Weltkrieg anders als viele seiner an der Front Kriegsdienst leistenden Wandervogelkameraden karitative Aufgaben wahr. In der revolutionären Umbruchphase 1918/19 bezog er in München mit einem Vortrag über „Deutsches Reich, Judentum und Sozialismus“ Stellung gegen seinen früheren Korrespondenzpartner Gustav Landauer, der ebenso wie der von Blüher verächtlich gemachte Erich Mühsam als politisch engagierter jüdischer Intellektueller die Münchner Räterepublik unterstützte. In seinen Lebenserinnerungen bescheinigte Blüher sich selbst:

„Ich hätte es in meinem Leben als Autor leichter gehabt, wenn ich mich vom linken Volke, das von Anfang an zu mir stand, hätte engagieren lassen; aber ich revanchierte mich nicht, nahm ihre Hilfeleistungen an, stellte mich aber politisch dorthin, wo zu stehen ich durch die jahrhundertealte Tradition meiner Familie zu stehen gebunden war. Ich habe mich daher stets als Untertan des Königs von Preußen gefühlt, und nur dieses politische Verhältnis hat für mich Sinn und Würde, während ich darauf, ein ‚freier‘ Bürger zu sein, nicht den geringsten Wert lege.“

„Ich war von früh an in monarchischer Atmosphäre groß geworden. Als ich den ersten Atemzug tat, rang Kaiser Wilhelm I. mit dem Tode, hundert Tage nach diesem aber sein Sohn Friedrich III., und gleich darauf drängte sein Enkel hastig auf den Thron. Es war das sogenannte Dreikaiserjahr 1888. Daß ich in ihm geboren bin, und zwar noch zu Lebzeiten dieser drei Kaiser, hat, da ich es bewußt pflegte, seine Wirkung getan.“

Als Vierzigjähriger erhielt Blüher 1928 eine Einladung des im holländischen Exil weilenden abgedankten Kaisers Wilhelms II., ihn in Doorn zu besuchen. Bis 1934 folgten dem weitere Besuche und gelegentliche Briefwechsel. In seinem Lebensrückblick schrieb Blüher: „Wenn mich aber jemand fragen würde, wer von den Sterblichen auf mich den tiefsten Eindruck gemacht hat, so würde ich ohne Zögern sagen: Wilhelm von Hohenzollern.“
Blühers Bindung an Wilhelm II. war andererseits auch von kritischer Wahrnehmung begleitet, wie die Schilderung eines gemeinsamen Ausflugs in eine Kiefernschonung zum Holzfällen zeigt. Als der diesbezüglich geübte und von keinem der Mittuenden zu überbietende Kaiser sein vorgesehenes Zeitquantum abgearbeitet hatte, erscholl der Jubelruf: „Zweihundertfünfzig Bäume! Seine Majestät haben zweihundertfünfzig Bäume gefällt!“ Die Zahl war nach Blühers Eindruck „ungeheuerlich und unter allen Umständen falsch.“ Dazu bemerkte Wilhelms Leibarzt, der ebenfalls an der Holzaktion beteiligt war: „Es wird ihm eingeblasen, daß er zweihundertfünfzig Bäume gefällt hat – und er glaubt das! Ist das nicht entsetzlich? Aber so ist es immer gewesen seit 88, und daran sind wir zugrunde gegangen.“
Eine bei ihrer ersten persönlichen Begegnung rund zwei Jahrzehnte zurückliegende und für beider Lebenserfahrung einschneidende Begebenheit wird von Nicolaus Sombart als ein Blüher und Wilhelm II. verbindendes Element verdeutlicht: die Eulenburg-Affäre. Ausgelöst wurde sie durch eine Zeitungskampagne des Journalisten Maximilian Harden, der den langjährigen engen Berater und Freund Wilhelms II., Philipp zu Eulenburg, bezichtigte, daheim einen homosexuellen Bekanntenkreis zu pflegen, der dann als „Liebenberger Tafelrunde“ in der Presse kursierte. Die Eulenburg-Affäre nahm laut Sombart die Qualität eines modernen Medienspektakels an. „In Hunderten von Presseberichten, Zeitungskommentaren, Zeitschriftenartikeln und auch Karikaturen war sie omnipräsent, gewann Kontur und Momentum und entfaltete so ihre außerordentliche Tiefen- und Breitenwirkung.“
Mit entsprechender Wucht und Durchschlagskraft erreichte die Woge der öffentlichen Erregung auch den Wandervogel, traf sie Blüher und seine Weggefährten. Auch hier wurden ähnliche Verdächtigungen und Vorwürfe laut verbreitet, wie sie der Staatsspitze gegenüber erhoben wurden: homosexuelle Verseuchtheit: „Der Kaiser, heißt es, ist in den Händen von Schwulen und seine Politik deswegen falsch und für das Deutsche Reich verhängnisvoll, weil es Schwulenpolitik ist.“ Blüher setzte mit seiner Theorie, so Geuter, auch diesem Freundeskreis des Kaisers ein Denkmal.
Berührungspunkte und Sympathien zwischen Wilhelm II. und Blüher ergaben sich wesentlich aus der Wertschätzung Wilhelms II. für Schriften Blühers, die der Kaiser gründlich kannte. Bereits in den zweiten Band seiner Wandervogel-Geschichte hatte Blüher ein recht freundliches Bild der kaiserzeitlichen Berliner Gesellschaft eingeflochten.

„Berlin ist eine Stadt, so großzügig, wie es nur selten noch eine gibt. In Berlin herrscht am allerwenigsten das plumpe Ungetüm der Gesellschaft. […] In Berlin gibt es wohl Berliner, aber sie herrschen nicht; auch ihre Sprache bleibt bei den Kutschern. Die Menschheit ist hier auf ein freieres Niveau gestellt; man kann jeder Neigung, jeder Gesinnung, jedem Fanatismus leben und jedem aus dem Wege gehen. […] Der geistig dürftige Mittelstand kleinerer Städte hat es sich nicht versagen können, sein Emporkommen durch eine Übersiedlung nach der deutschen Residenz zu bekräftigen. […] Da entstand der ‚Berliner’.“

Besonders herausgestellt wurde von Blüher im Rückblick auf die Begegnungen mit Wilhelm II. dessen eingehende Kenntnis der „Secessio Judaica“, einer eigens für die Jugendbewegung verfassten programmatischen Schrift, die nach Blühers Darstellung hinsichtlich der Form an Theodor Herzls Manifest zum „Judenstaat“ angeglichen war. Von einem Spaziergang mit Wilhelm II. in Doorn berichtete Blüher, der Kaiser habe in einem lebhaften Gespräch über Freimaurerei, Judentum und Dritte Internationale auf einmal etwas in Prosa zitiert, das ihm bekannt vorkam. „Da ich noch keine Erlaubnis erhalten hatte, den Kaiser von mir aus anzureden und zu fragen, was das sei, so drückte ich mein Erstaunen über sein gehaltvolles Gedächtnis in einer fragenden Miene aus. Er aber lachte laut auf: ‚Da sieh mal einer an, diese Herren Philosophen! Kennen ihre eigenen Schriften nicht!‘ Ich fragte: ‚Secessio judaica?‘ ‚Na, natürlich‘, sagte der Kaiser, ‚Sie hören: ich kenne die wichtigen Partien auswendig!‘“

### Antisemitismus
Blüher war Antisemit. In seiner Schrift Der bürgerliche und der geistige Antifeminismus (1916) stellt Blüher, ähnlich wie Otto Weininger in Geschlecht und Charakter, eine Verbindung zwischen Judentum und Weiblichkeit her. Das Judentum sei minderwertig, weil es angeblich „weibliche“ anstelle von „männlichen“ Werten vertrete. Juden leiden laut Blüher an einer „Männerbundschwäche“ und an einer „Familienhypertrophie“. Sie seien zu wenig auf den Nationalstaat und den Männerbund konzentriert und zu sehr in die Familie eingebunden.
1919 erklärte er in einem Vortrag, die „jüdische Rasse“ bringe kontinuierlich und in großer Zahl „minderwertige und haltlose Ausschußgeschöpfe“ hervor. In seiner Schrift Secessio judaica. Philosophische Grundlegung der historischen Situation des Judentums und der antisemitischen Bewegung von 1922 erklärte er: „Der associative Zusammenhang von männlicher Art mit dem deutschen Wesen und von femininer und serviler Art mit dem jüdischen ist eine unmittelbare Intuition des deutschen Volkes, die von Tag zu Tag sicherer wird.“ Blüher geht davon aus, dass der historische Sinn des Judentums als auserwähltem Volk einzig die Geburt Jesu Christi gewesen sei. Nach seiner Verwerfung sei das gesamte jüdische Volk und damit auch jeder einzelne Jude „in seiner Substanz krank“. Durch die dem Judentum angeblich eigene „Mimikry des Blutes, des Namens und der Gestalt“ sei dies bislang verborgen geblieben, doch in seiner Gegenwart glaubte Blüher im Zionismus Indizien für ein Ende dieser jüdischen Verstellung zu sehen. Nun werde das Wesen des Judentums offenbar: „Jehuda patet“. Als Konsequenz prognostizierte er eine weltweite Verfolgung aller Juden: „Das drohende Weltpogrom hängt über ihren Köpfen“, wobei er vermutete, Deutschland werde das einzige Land sein, das auf Morde verzichten werde. Antisemitismus bedeute, diesen Ablösungsprozess, der er durch die angebliche Unvereinbarkeit der „Idee Juda und der Idee des Deutschen Reiches“ unvermeidlich sei, zu erkennen und zu bejahen: „Antisemit ist, wer sagt, dass der Jude Jude ist“. In diesem Zusammenhang bekräftigte er auch die Dolchstoßlegende, wonach Deutschlands Niederlage im Weltkrieg nicht auf militärische Ursachen, sondern auf jüdische Machenschaften zurückzuführen sei. Dafür brauche man keine Beweise, das bezeuge „die unmittelbare Intuition des deutschen Volkes, die von tag zu Tag sicherer wird“. 1931 verschärfte er den Ton gegen die Juden: In seiner Schrift Erhebung Israels gegen die christlichen Güter identifizierte er das Judentum mit einer „Aufhebung der geschichtlichen Staaten […] durch eine anonyme Weltdemokratie“. Wenn man dagegen für konservative Werte wie einen starken Staat, eine bodenständige Oberschicht und eine christliche Monarchie eintrete, „so muss man Antisemit sein“.

### Verhältnis zu  Demokratie und Nationalsozialismus
Nach allen politischen Umbrüchen, die Blüher mit dem Ersten Weltkrieg, dem Ende des Kaiserreichs, den turbulenten Jahren der Weimarer Republik, der NS-Zeit, dem Zweiten Weltkrieg und den Verhältnissen im geteilten Deutschland erlebt hatte, nahm er in seiner autobiographischen Rückschau mit dem Untertitel „Geschichte eines Denkers“ eine ablehnende Haltung sowohl gegenüber demokratischen Systemen als auch gegen das NS-Regime ein. Bezeichnend für sein politisches Denken war insbesondere die Einstellung zum Wahlrecht. Blüher sah das preußische Dreiklassenwahlrecht noch immer als „Ausdruck der natürlichen Staatsordnung“:

„Denn es ist doch klar, daß jemand, der für Vermögen verantwortlich ist, per analogiam vom Staate mehr versteht als der Arbeiter, der Konsument ist und für nichts garantiert. Dabei versteht es sich von selbst, daß das alte, wesentlich agrarisch bedingte Dreiklassenwahlrecht in hohem Grade reformbedürftig war; aber es war doch wenigstens natürlich und positiv, während das demokratische die permanente Auflösung des Staates zur Folge haben mußte. Und das ist denn ja auch geschehen.“

Verantwortlich für die vermeintliche Fehlentwicklung machte Blüher das säkularisierte Judentum, dem er wiederholt einerseits grundlegende Verdienste um das geistige Leben in Deutschland zusprach, das aber andererseits angeblich scharf gegen das preußisch-deutsche Staatsgebilde gerichtet war und dessen Untergang herbeigeführt hat.
Wenn in Wandervogel und Jugendbewegung zuweilen protofaschistische Tendenzen ausgemacht wurden und werden, so liegt der Bezug zu den jeweiligen Führungsstrukturen der damaligen Jugendbünde nahe. Blüher hat dazu 1918 eine spezielle Betrachtung unter dem Titel Führer und Volk in der Jugendbewegung veröffentlicht, in der es gleich eingangs hieß:

„Führer und Volk sind in dem Einen und Wichtigen unterschieden: daß der Führer des Volkes nicht bedarf, um Führer zu sein, daß aber das Volk nur durch den Führer Volk wird.
 In jedem andern Fall ist es eine zufällige Menge. Es ist eine beliebige Vielheit von Eigenköpfen, die nicht selten eigensinnige Köpfe sind, es hat so viele Überzeugungen und Interessen, wie es Zugehörige zählt, und nicht selten noch einige mehr. In diesem Zustand ist das Volk niemals der Träger eines Wertes, und kein noch so hoher Grad gutgelernter Bildung vermag ihm einen anderen Charakter zu geben. Die Menge wird erst Volk, wenn sie folgt; von diesem Augenblick an bekommt sie Seele und gleicht dem Adam Michelangelos, der den halbschlaffen Arm Gottvater entgegenstreckt, um den göttlichen Funken zu empfangen. Welche Menge von Menschen also immer den Drang fühlt, Volk zu werden und den Adel solcher Gemeinschaft zu verspüren, bedarf hierzu des führenden Mannes.“

Wie Blüher im Rückblick unter Verweis auf den Schlussabschnitt der Schrift versicherte, stand ihm dabei speziell Gustav Wyneken vor Augen. „Daß die Schlagworte ‚Führer und Volk‘ mit gänzlich anderem, ja entgegengesetztem Inhalt später von unbefugten Mächten beschlagnahmt und zur politischen Floskel gemacht worden sind, das ist nicht meine Schuld.“
Politisch und persönlich suchte Blüher zur Zeit der Weimarer Republik Anschluss im Deutschen Herrenklub, in dem bedeutende Persönlichkeiten des Adels und der Industrie, Mitgliedern des Hauses Hohenzollern und Repräsentanten beider christlicher Konfessionen sowie Franz von Papen verkehrten. „Alle meine Gesinnungen stimmten mit denen dieses höchststehenden deutschen Gesellschaftsgebildes, das einen konservativen Standpunkt vertrat, überein.“ Dennoch konnte Blüher sich nach Auskunft des ihm persönlich gewogenen Kluborganisators Heinrich von Gleichen-Rußwurm wegen seiner Publikation Die Rolle der Erotik in der männlichen Gesellschaft keine Chancen ausrechnen, in geheimer Abstimmung zum Mitglied gewählt zu werden. Dass einige seiner Freunde und Schüler als Mitglieder aufgenommen wurden, er selbst aber nicht, empfand er bitter.
Während der Zeit des Nationalsozialismus veröffentlichte Blüher nichts. Als ausschlaggebendes Datum für seine fernere Haltung zum Nationalsozialismus gibt Blüher den 30. Juni 1934 an, an dem der sogenannte Röhm-Putsch stattfand. Bis dahin habe er Mitarbeit und eigene korrigierende Einflussnahme erwogen:

„Ich deutete die Hitlerbewegung noch als eine konservative Revolution, denn es waren ja in der Tat anfangs viele konservative Momente in ihr enthalten. Meine im übrigen revolutionäre Natur hätte sich – immer unter dieser Voraussetzung – eingefügt. Seit dem 30. Juni aber war alles klar, und es gab keinen Zweifel mehr.“

Seine Theorie der männlichen Gesellschaft sah Blüher auch auf die Hitlerbewegung anwendbar: „Die beiden typischen Vertreter nun waren auf der einen Seite Hitler selbst, als Verdränger und späterer Verfolger, auf der anderen Seite der Stabschef Röhm als freier, sehr freier Männerheld. Auch sie lebten erst in Frieden miteinander. Hitler, der die ‚Rolle der Erotik‘ gelesen hatte, erkannte auch an, daß es so etwas geben müsse, und drückte sogar für Ausschreitungen ein Auge zu. Während nun das äußere Reizereignis, das die Verfolgung im Wandervogel auslöste, der Eulenburgprozeß war, übernahm diese Rolle im ‚Dritten Reich‘ der von Himmler und Göring erfundene drohende ‚Abfall‘ Röhms von seinem Führer. […] Als Hitler glaubte, in Röhm einen politischen Rivalen entdeckt zu haben, da brach in ihm ein ungeheurer und keine Grenzen kennender Verfolgungswahn gegen die ‚Homosexuellen‘ aus.“
Hitler selbst wird von Blüher als „erotischer Krüppel“ in jeder Beziehung bezeichnet, der sich in seiner Leibgarde wohl mit schönen Jünglingen umgab, aber nicht einen einzigen Freund hatte. „Er verdrängte sofort und verwies die jungen Leute in unerwünschte Ehen, um Frauen unglücklich, aber zu Müttern zu machen!“ Allerdings, so relativierte Blüher den eigenen Befund, könne eine Natur wie diejenige Hitlers auch durch die Gesetze der Rolle der Erotik nicht gänzlich erfasst werden. Was aber für Hitler selbst fraglich erscheine, gelte jedenfalls für seine nachgeordnete Umgebung. Dass die von Blüher als Aufklärungslektüre vorgesehene „Rolle der Erotik in der männlichen Gesellschaft“ in der NS-Zeit unterdrückt wurde, nahm er Hitler besonders übel:

„Hitler jedoch verbot die ‚Rolle der Erotik‘ und ließ sie einstampfen. Die wohltätige Wirkung, die von diesem Buche fast zwanzig Jahre ausgegangen war, indem es Ordnung schaffte in den Gemütern der Bedrängten und unzählige Erkrankte, auch Verfolger, geheilt hat, diese Wirkung durften seine Opfer nicht erleben. Auch das ist ein Sabotageakt an der Wahrheit, der am 30. Juni 1934 vollzogen wurde; an jenem verhängnisvollen Tage, an dem Hitler sich gegen den deutschen Adel und die Oberschicht und für den Neandertaler und seine Provokateure entschied.“

Blüher unterschlägt hier freilich, dass seine Thesen für die Nationalsozialisten und ihre Verfolgungspolitik gegenüber Homosexuellen von entscheidender Bedeutung waren. So setzte sich der spätere Reichsführer SS und Gestapo-Chef Heinrich Himmler schon in jungen Jahren mit Blühers Theorien über die Bedeutung der Homosexualität für Männerbund und Staatenbildung auseinander. 1922 las Himmler Blühers Buch über die „Rolle der Erotik in der männlichen Gesellschaft“, das ihn sehr beschäftigte. So notiert er am 4. März 1922 in seinem Tagebuch: „In dem Buch gelesen, es packt und rüttelt einen im Tiefsten, man möchte zur Frage kommen, was hat das Leben für einen Zweck, es hat aber einen. – Tee. Studiert. Abendessen. Wieder gelesen. […] Übungen. ½ 11 Uhr Bett, unruhig geschlafen.“ Blühers These über den konstitutiven Charakter der Homosexualität für Männerbund und Staat beeindruckte Himmler zutiefst. Doch Himmler zog daraus ganz andere Schlüsse, als es Blüher recht sein konnte: „Dass es eine männliche Gesellschaft geben muss, ist klar. Ob man es als Erotik bezeichnen kann, bezweifle ich. Auf jeden Fall ist die reine Päderastie eine Verirrung eines degenerierten Individuums, da sie naturwidrig ist.“ Himmler entwickelte schließlich eine eigene Theorie, die zur Grundlage der Verfolgungspolitik gegenüber Homosexuellen wurde. Ihm erschien die Homosexualität als eine Bedrohung des Staates, den er im Sinne Blühers als eine Domäne des Mannes betrachtete. Homosexuelle Männer strebten in seinen Augen danach, staatliche Strukturen zu unterwandern, was diese aber nicht, wie Blüher meinte, stärke, sondern im Gegenteil zur „Zerstörung des Staates“ führe.

### Antifeminismus
Familie und Staat waren für Blüher die beiden wesentlichen Pole menschlichen Soziallebens. Frauen sah er einseitig ausgerichtet auf die Familie, während er Männern ein doppeltes Streben nach Familie und nach der männlichen Gesellschaft nachsagte und allein das letztere als ursächlich für die Staatsbildung ansah. Im Anschluss an Heinrich Schurtz behauptete Blüher, dass dem Mann „die dauernde Gesellschaft der Frau unerträglich und herabmindernd ist“ und dass er deshalb darüber hinaus zu Männern strebe. Blühers Frauenbild weist radikal-antiemanzipatorische Züge auf:

„Der mannmännliche Eros nämlich beruht auf der Gleichberechtigung, der mannweibliche auf Unterwerfung. […] Hörigkeit ist die Form a priori des weiblichen Eros. ‚Vergewaltigung‘ ist demnach nur ein extremer Ausdruck für Hörigkeit. Diese tiefste Intimität des Weibes – ich meine das Verlangen, vergewaltigt zu werden – wird natürlich von der Ethik verdrängt, aber dadurch wird der Tatbestand nicht aufgehoben. Er wirft vielmehr ein Licht auf Dinge wie Frauenstimmrecht, Frauenbewegung, Mutterrecht, Frauenstaaten, die so, wie sie gewöhnlich gesehen werden, unhaltbar sind.“

Auch im Hinblick auf die eheliche Treue unterschied Blüher drastisch:

„Die keusche Gemahlin ist eine ethische Selbstverständlichkeit, der keusche Mann fast eine Kuriosität. Und wenn man fragt, warum der Mann von jeher das Weib verehrt (verecundia), so ist es im letzten Grunde immer dies. Es gibt daher keinen männlichen Ehebruch, weil der Mann mit diesem Mittel die Ehe gar nicht brechen kann. Zwei Ausnahmen gibt es hier: wenn die Enthaltung beider beim Eheschluß versprochen wurde: dann heißt es ‚pacta sunt servanda‘ . Der zweite Fall ist der sakramentale: wenn eine Ehe geglaubterweise vor dem Altar geschlossen wurde; denn dann sind sie immer zu Dritt. Diese Ehe gibt es. In der Freiheit aber bricht nur das Weib die Ehe mit diesem Mittel. Denn das Weib kehrt nicht zurück.“

Die Frage, wie Blüher mit seiner Mischung von frauenverachtenden und männertümelnden Äußerungen unter Zeitgenossen eine so weitreichende Resonanz erzeugen konnte, beantwortet sich für Geuter mit einer angesichts der beginnenden Frauenemanzipation in übermäßiger Souveränität sich maskierenden Angst der Männer, in einem Ruf, „der Stärke zeigen soll und doch Schwäche verrät“:

„Wehe dem Manne, der einer Frau verfiel! Wehe der Kultur, die sich den Frauen auslieferte! – Es ist eine gerechte und der Natur angemessene Sache, dass die Frau sich hingibt, aber der Mann der sich hingibt, ist verloren … Die Frauen trachten ewig danach, einen Mann ganz zu besitzen. Jene Falltür ins Nichts … verlangt nach einem Opfer. So gehen die meisten Männer an ihren Frauen zugrunde … Aber wer im Bunde ist, kann nicht sinken, denn er hat ein bestes Wesen dem Manne verpfändet.“

Mit Achtung hingegen begegnete Blüher den Mädchenbünden und Frauengemeinschaften der Jugendbewegung, in denen „die lesbische Liebesgöttin heimlich das Szepter führte. Da ging es um Atemkultur, um Gymnastik und Musik, auch yogaähnliche Motive mischten sich ein, dies alles kreisend um das Thema der Erneuerung des Menschen. Und was das besonders Weibliche daran war: es ging immer um das Problem der „Insel“ der Frau, dieses für den Mann unbetretbaren Eilandes...eine Zone im weiblichen Wesen, die der Mann nicht bekommt, und das nicht mit in die Ehe eingebracht wird. So ist das bürgerliche Mannesprivileg von den Tribaden der Jugendbewegung und ihren Geheimbünden in der Tat gebrochen worden“; nur habe „die Natur, um den Menschen zum staatenbildenden Wesen zu machen, eben nicht diese Beziehung ausgenutzt, sondern die mannmännliche. Und in diesem soziologischen Sinne nur gilt der Satz: Es gibt keine weibliche Gesellschaft.“

### Haltung zu Kirche und Christentum
In seinen jungen Jahren bis zum Ersten Weltkrieg, die er später als „geistige Flegeljahre“ bezeichnete, zeichnete Blüher ein höchst unvorteilhaftes Bild von den Bemühungen der örtlichen Kirchenvertreter, die Heranwachsenden im Konfirmandenunterricht auf den christlichen Glauben und die Gemeinschaft der Gläubigen einzustellen. Gegenläufige Weltanschauungen wie Materialismus und Spiritualismus wurden da nach seinen Angaben jeweils binnen einer halben Stunde ad absurdum geführt, da sie ja weder die Materie des Geistes noch die der Erinnerung erklären könnten. Skepsis wurde auch gegenüber der Vernunft gelehrt, mit der zwar mathematische Lehrsätze bewiesen und mancherlei Lebenspraktisches bewerkstelligt werden könnte, „aber zu Höherem sei sie nicht berufen, und sie sei überhaupt ein niederes Organ des Geistes.“ Einer der Kirchenmänner lehrte, dass die Deutschen eine ganz besondere Neigung zum Religiösen hätten und dass am deutschen Wesen die Welt schließlich genesen werde.

„Das war schon ein deutlicher Übergang zum Patriotismus, den dann die Schule des Weiteren in die Hände nahm, und dann waren bald die Kanonen an der Reihe, Kaisers Geburtstag und das begeisterte dreifache Hurra.
Das ging so ein Jahr lang; dann kam Palmarum und mit ihm der entscheidende Tag. Noch einmal wurde ihnen vorgehalten, daß sie alles aus völlig freier Überzeugung tun müßten, sonst hätte es nämlich gar keinen Wert, und sie sollten lieber zurücktreten […] die Orgel rauschte und brauste immerzu, ein halbes Dutzend schwarzvermummter Tanten, Vater, Mutter, Schwester, Brüder stand hinter jedem von ihnen, und wieder merkwürdig: sie gaben alle ihr Ehrenwort aus vollster Mannesüberzeugung. – Als dann später einige zu denken begannen, haben sie’s gebrochen.“

Nach dem Abitur 1907, als er in Basel das Studium der klassischen Philologie aufnahm und sich im Säbelfechten übte, stand Blüher nach eigenem späterem Bekunden stark unter dem Einfluss seines engsten Freundes Rudi (Rudolf Schwandt), der eine konsequent atheistische Haltung angenommen hatte. In dem Bestreben, den Freund auf diesem Wege noch zu überbieten – Blüher: „ich kam mir ungeheuer gescheit und überlegen vor, gab das auch im äußeren Gestus zu erkennen, damit man es nur ja merkte“ –, negierte er nicht nur Gottes Dasein, sondern jede kosmische Ordnung überhaupt: „So kam ich zu einem konsequenten Nihilismus, der sich nun aufmachte, die Welt neu zu ordnen – mit einem ordnungslosen Grundgedanken im Herzen. Ich nannte so etwas dann ‚intellektuelle Sauberkeit‘ und hielt alle Menschen, die an Gott oder an eine höhere Ordnung der Dinge glaubten, entweder für Dummköpfe oder für Heuchler.“
Den theoretischen Höhepunkt erreichte diese Entwicklung, als Blüher 1912 in seiner Abhandlung einer Preisfrage der theologischen Fakultät der Berliner Friedrich-Wilhelms-Universität zum Thema: „Die Theorie der Religionen und ihres Untergangs“ das Fazit zog:

„Unser Leben hat keinen objektiven für alle Ewigkeit begründeten Sinn, sondern nur den, welchen der Ton und die Neigung unseres Gemütes samt seiner geistigen Leitung ihm abgewinnt. Alle religiösen Ereignisse sind demnach rein psychologisch zu deuten, und jede Verbindung mit dem Dogmatischen ist unerlaubt. Damit sind alle Religionen gerichtet.“

Sehr lange, schrieb Blüher im Rückblick, habe diese Phase der atheistischen Orientierung angehalten und ihr Ende sei nicht als dramatische Wende, Erleuchtung oder Bekehrung gekommen, „sondern es war irgendwie so, als ob jemand – ich weiß nicht, wer – im Menschengedränge die Hand auf meine Schulter legte.“ Als Blüher dann 1921 unter dem Titel Die Aristie des Jesus von Nazareth. Philosophische Grundlegung der Lehre und der Erscheinung Christi seine Position neu bestimmte, war der Kontrast zu seinen früheren Äußerungen markant:

„Von den Mächten aber, die heute bestehen, ist es einzig und allein das deutsche Wesen, welches berufen ist, die Erscheinung Christi aufzufangen und fortzuzeugen anhand der Erscheinungen, die ihm gleichen.“

Blüher unterschied in dieser Schrift zwischen einem primären und einem sekundären Rassetypus, die nicht zuletzt erkenntnistheoretisch und religiös unterscheidbar seien. „Unter den Religionen spiegelt sich die primäre Rassenphilosophie im Brahmanismus und im Christentum wider, die sekundäre im Judentum. […] Im Christentum, d. h. in der Religion, in welcher die volle Wahrheit eingehüllt ist, prägt sich die Lehre von der natürlichen Auserwähltheit aus in der Gnadenwahl, die unmittelbar auf Christus zurückgeht. Das Judentum dagegen ist ganz befangen im Fortschritts- und Tüchtigkeitsgedanken. Es predigt die Rechtfertigung durch die gute, vom Gesetz vorgeschriebene Tat: es ist eine typische Lehre von der Homogenität der Menschheit.“
„Eine üble und gemeine Gesinnung, die durchweg von der sekundären Rasse stammt“, heißt es an anderer Stelle, habe aus der Lehre Christi eine soziale Lehre gemacht „und aus Christus einen Gekommenen für die Armen“. Dem hielt Blüher das Jesus-Wort entgegen: „Ihr habt allezeit Arme bei euch, und wenn ihr wollt, könnt ihr ihnen Gutes tun; mich aber habet ihr nicht allezeit.“
Die Auseinandersetzung mit dem Judentum wird von Blüher auch in der „Aristie des Jesus von Nazareth“ wiederkehrend geführt. Gegen Ende des Werkes äußert er Bewunderung für die Fähigkeit zur Selbsterhaltung dieses „von so schweren Schicksalsschlägen“ getroffenen Volkes. Es gehe immer noch etwas vor in dem zertrümmerten Volkskörper: „Und in der Tat sammelt sich heute bereits das zerstörte Judentum zum Rückzuge, das heißt zu einer neuen Geburt des Volkes; diese Tendenz drückt sich im Zionismus aus.“ In einer Fußnote platzierte Blüher die Behauptung:

„Der Antisemitismus ist zum Teil ein beabsichtigtes Produkt der jüdischen Propaganda. Der Jude reizt die Gastvölker zum Pogrom, damit sie Judenblut vergießen. Sie wollen die Völker schuldig machen. Wer aber Judenblut vergießt, der dient dem Juden. Wehe dem Volk, das in diese gefährlichste Schlinge tritt!“

Als „erste Rechtshandlung“ hatte Blüher mit 21 Jahren den Kirchenaustritt vollzogen und damit „sowieso alle Brücken zu einem ordentlichen Beruf abgebrochen“; den Wiedereintritt in die Evangelische Kirche vollzog er nach eigenem Bekunden erst in der NS-Zeit. Neben gelegentlicher Betätigung als Psychotherapeut in seinem Hermsdorfer Domizil widmete sich Blüher von da an vornehmlich der Erarbeitung seines philosophischen Hauptwerks.

## Philosoph
Blühers schriftstellerisches und philosophisches Schaffen lässt Parallelen erkennen zu der Art, wie er seine Universitätsstudien beschrieb. Er habe nie Bibliotheken benutzt, sondern die Bücher, die er brauchte, gekauft oder geliehen.

„Mir waren nur meine Zwecke maßgebend, nicht die der Gelehrsamkeit. Ich mußte daher darauf vertrauen, daß mir stets das richtige Buch in die Hände fiel, und das ist in erstaunlichem Maße eingetroffen. Nie ist mir etwas nicht begegnet, was ich unbedingt brauchte; die heimlichen Wege, die hier das Schicksal läuft, grenzen fast ans Okkulte. Ich könnte viele Fälle von Bibliomagie anführen, bei denen stets ein hilfreicher Geist Dienste zu leisten schien. Versagt sich einem Menschen, der so gebaut ist, das Glück, so sollte er aufhören zu schreiben.“

In jahrelangen Studien der Veröffentlichungen anderer zunächst eine gründliche Bestandsaufnahme durchzuführen, war Blühers Ansatz nicht, auch nicht in philosophischer Hinsicht: „denn Philosophie strömt nicht von Buch zu Buch, sondern wird inkarniert.“ Er griff die sich ihm mehr oder minder durch Zufall aufdrängenden Themen auf und versuchte sie – angeblich ohne große Rücksicht auf andere – zu meistern:

„Daß dieser naturunmittelbare Weg der gefährlichere ist, liegt auf der Hand; er ist zugleich das Schlachtfeld der zerbrochenen Genies. Daß einer ihn zu gehen hat, wird ihm bezeugt durch jene okkulten bibliomagischen Ereignisse, von denen ich oben schon sprach. Der Weg der Gelehrsamkeit ist dagegen gefahrlos, wenn man nur fleißig ist. In dieser Zweiheit der Wege liegt der ganze Streit zwischen Akademikertum und Laienwissen, zwischen Zunft und Außenseiter, zwischen Klüngel und Genie beschlossen. Unüberbrückbar indes erscheint der Gegensatz nur in den Karikaturen der extremen Fälle: der vertrocknete Gelehrte und das verkommene Genie.“

### Motive und Zugang
Ein brennendes Interesse an Philosophie stellte sich bei Blüher seinen Erinnerungen nach ein, als zu Beginn seiner Studienzeit in Basel der engste Freund eine ausgeprägt atheistische Einstellung annahm und Blüher ein Mittel suchte, ihn davon wieder abzubringen. Den eigenen Durchbruch zu dauerhafter intensiver Auseinandersetzung mit philosophischen Fragen erlebte er im Zusammenhang mit einer Aussage in seinem Werk: Die Rolle der Erotik in der männlichen Gesellschaft, die besagt, der Eros sei Organ, „und zwar ein transzendentales. Mit dieser Formel beginnt der steile Aufstieg in die Philosophie. Als ich sie niederschrieb, habe ich sie selber noch nicht verstanden. Fest aber steht, daß ich von da an die psychologische und soziologische Betrachtung des Eros verließ und nur noch die philosophische verfolgte.“
Den Durchbruch zur Grundfigur des eigenen Philosophierens erzielte Blüher, wie er mehrfach betont hat, im Gespräch mit Konrad Wilutzky, der dem Eros bzw. der Liebe als subjektivem Organ die Güte als Objekt zuordnete:

„Wenn die Liebe Organ ist, wie das Auge, so genügt es nicht zu sagen, daß sie die Dinge nur ‚betaste‘, denn das Auge betastet nicht, sondern wird getroffen von etwas, das an sich nicht leuchtet (Lichtäther), wodurch aber Licht wird; nur das heißt mit Fug und Recht Organsein. Getroffen aber wird die Liebe von der Güte; diese aber kommt in der empirischen Ordnung der Dinge nicht vor; also liegt der Ort der Güte in der Raumtiefe der Natur perspektivisch hinter den Dingen. Die Güte wird also wirksam durch die Tätigkeit der Liebe als Organ, und zwar in der Ethik […] Und dies ist auch der Grund, weshalb man die Ethik sowenig aus der empirischen Natur der Dinge ableiten kann, wie das Denken aus der Materie, vielmehr sie ständig mit der Metaphysik verknüpft findet.“

### Die Stellung des Menschen zur „Achse der Natur“
Die polare Einheit von Auge und Licht dient als Beispiel für Blühers Denkfigur einer transzendentalen „Achse der Natur“, deren Pole Subjekt und Objekt seien. Ihre Entdeckung stehe im Dienst „eines höheren Menschentums. Denn wie die Lage der Länder zueinander bestimmt ist durch die Erdachse, so ist die Lage der großen Gemütsmächte des Menschen bestimmt durch die Achse der Natur.“ „Natur“ wird definiert als „transzendentales Kontinuum“. Kriterium der Wirklichkeit sei „die Stromrichtung vom Objekt zum Subjekt“. Das Objekt werde nicht gemacht, sondern gegeben.
Blüher kontrastiert seine Gedanken mit zentralen Aussagen einiger der größten Denker der Vergangenheit aus Philosophie und Wissenschaft (kaum Zeitgenossen!), mit deutlicher Vorliebe für Sokrates, Platon, Kant, Schopenhauer und Nietzsche. Daraus ergeben sich lebendig beschriebene lange und kurvenreiche Gedankenwanderungen.
Bei Sokrates und Platon fand Blüher die klarste Unterscheidung zwischen Ideen und Begriffen, die er auf seine Weise in Beziehung setzte:

„Die Ideen sind Urbilder der Dinge, die Begriffe sind Taten des Intellektes zur Erkenntnis der Dinge. So also beschrieben und definiert haben sie nichts miteinander zu schaffen; auf dem Papier sind sie sich Fremdlinge. Das ändert sich aber, wenn man sie in Tätigkeit setzt und ihre Lage in der Natur betrachtet. Dann kommt heraus, daß sie einander genau gegenüber liegen. Sie sind durch eine Achse verbunden, gleich wie zwei Räder eines Wagens, der erst dann fahren kann, wenn man ihre Naben fest miteinander verbindet; oder, wie Nordpol und Südpol der Erde. Um die Achse aber, die Idee und Begriff miteinander verbindet, dreht sich alles; es ist die Achse der Natur.“

Die platonischen Ideen nannte Blüher auch „Archetypen der Natur“, die sich im „Welthintergrunde“ befänden.
Bei Schopenhauer schätzt Blüher besonders dessen Unterscheidung zwischen Verstand und Vernunft, dieser auch dem Tier zugänglich, jene Alleinstellungsmerkmal des Menschen und Beleg, dass die Abstammung des Menschen vom Tier ausscheide. Denn die Vernunft sei nachweislich keine „Weiterentwicklung“ des Verstandes, sondern eine vom Grunde her völlig andere Qualität.

„Daher ist es nicht etwa Glaubenssache, wenn wir zu dem Ergebnis kamen: der biblische Bericht mit der selbstständigen Schöpfung des Menschen befindet sich im Recht gegenüber den darwinistischen Behauptungen, sondern das kann man beweisen. Dadurch wird man gewiß nicht etwa religiöser, aber man irrt sich doch immerhin in einer lebenswichtigen Frage nicht.“

Die Herleitung der Menschwerdung aus der Werkzeugherstellung bzw. darwinistischen Kategorien verurteilt Blüher als „naiven Naturalismus“:

„...etwa seit der französischen Revolution (aber nicht durch sie)...hebt es an, daß der Inhalt des Menschentums wesentlich in der Erfindung neuer Werkzeuge gesucht wird, wobei man annimmt, daß diese dann mit der Verbesserung der Lebenslage auch eine solche des Menschentums selber herbeiführen werden. Mit diesem Gedanken hat soeben diese selbe Menschheit ahnungslos ihren Untergang besiegelt, und man könnte sagen: ein falsches Denken über die Vernunft, vorausgesetzt, daß es Massenwahn wird, kann Völker und Erdteile ins Verderben stürzen.“

Unter dem Aspekt der vergleichenden Anatomie schließt Blüher eine Abstammung des Menschen vom Affen gleichfalls aus und hält allenfalls ein umgekehrtes Abstammungsverhältnis für möglich. Das Menschengeschlecht aber sieht er, „abgesehen davon, in wie viel ethnologische Rassen sie noch im übrigen eingeteilt ist“, in zwei Grundrassen vorliegen, „von denen die eine das Ordinäre, die andere das Edle darstellt“. Die nicht vorhandene Zeugungsschranke zwischen diesen beiden angeblichen Menschenrassen bewirke den Verlust der adligen Substanz „und hat mit transzendentaler Notwendigkeit den Niedergang des Menschentums zur Folge.“

### Natürliche Religiosität und Urteilskraft des Glaubens
In den Religion und Christentum gewidmeten beiden letzten Großkapiteln seines mit dem Untertitel „System der Philosophie als Lehre von den reinen Ereignissen der Natur“ versehenen Werkes bestimmt Blüher den natürlichen Ursprung aller Religionen in ihrer helfenden Funktion. Das Bedürfnis bzw. der Wille zu beten und zu hoffen eine die Menschen über alle Verschiedenheit der Theologie sowie der Art und Anzahl der Götter hinweg: „daß sie helfen können und es tun, wenn man ihnen dient und sie anbetet – dies haben sie alle gemein; weil es der Punkt ist, darauf es ankommt.“
Die im Sinne Blühers verstandene christliche Religion wirkt analog dem Heilungsvorgang in einem Organismus. Dabei gehe es um einen auf Äonen angelegten kosmologischen Heilungsvorgang des Eros, des verletzlichsten und am tiefsten verletzten (Erkenntnis-)Organs des Menschen, das ausschlaggebend sei für die Einzigartigkeit und Unersetzlichkeit der Person. Der Eros sei erkrankt, und zwar nicht vordergründig, sodass die Ursachen psychologisch, soziologisch, biologisch benannt werden könnten, sondern metaphysisch. Die verletzte Liebe sei zunächst jener objektiven Macht schutzlos preisgegeben, durch die sie selber zu einer Quelle des Bösen werde: Tragik in antiker Begrifflichkeit, Erbsünde in christlicher. Auch die konsequente Einhaltung religiöser Gebote mache niemanden davon frei. Darum hält Blüher eine Gesetzesreligion wie das Judentum nicht für einen Weg, der zur echten Heilung führen kann.
Aber gibt es Liebe, weil man lieben soll? Blüher meint, das Ernstnehmen dieses ethischen Imperatives könne ob seiner Unerfüllbarkeit nur Verzweiflung bewirken oder auch den Abfall von der Religion. Diese Situation aber sei durch die Erscheinung Christi eine andere geworden, und zwar nicht wegen seiner Lehre, sondern durch sein Opfer. Dieses habe in der Achse der Natur eine solche Erschütterung bewirkt, dass sich der Eros, das bisherige Organ für die Person außerdem für die überpersönliche Güte geöffnet habe. Damit sei die endgültige Heilung der Menschheit und sogar der ganzen Natur von ihrer tiefsten Wunde zumindest eingeleitet.
Glauben versteht Blüher als „religiöse Urteilskraft“; und damit sei der Streit zwischen Glauben und Wissen beendet. Alle religiösen Behauptungen seien nur durch den Glauben wahr; den als geminderte Erkenntnis anzusehen, ein grobes Missverständnis sei. Wie jede Urteilskraft im Allgemeinen entspreche der Glaube im Besonderen der Achse der Natur: „Von der objektiven Seite her strömt etwas herauf, das, aus dem Grunde der Natur kommend, den Menschen anruft, ihm zu vertrauen; das ist die Glaubenskraft, die aus Freiheit geschenkt wird. Der Intellekt aber fängt sie auf und bildet, um auch für ruhige Zeiten gesichert zu sein, das Dogma. Das aber ist keineswegs ein willkürliches Gebilde der Vernunft, sondern ein notwendiges des Glaubens, und stellt sich fast automatisch ein. […] Daher sind alle Sätze des Dogmas nur im Glauben wahr – wobei das ‚nur’ aber eine Erhöhung bedeutet.“
Gegenüber dem Christentum sieht Blüher sich selbst in dringlich wichtiger helfender Funktion:

„Die Philosophie hat in der Tat an dieser Stelle zum ersten Mal in ihrer nachchristlichen Geschichte die Mittel in der Hand, um jeden, der über das Christentum spricht, sei es als dessen Priester, sei es als Laie, zu stellen und ihn zu zwingen, Farbe zu bekennen. Entweder – spricht die Philosophie – ist der Kern des Christentums, also die Liebe, ein Abkömmling der gebotenen Nächstenliebe und hängt mit ihr, und nur mit ihr, genuin zusammen: dann tritt die unentrinnbare und zerstörende Konsequenz ein, daß es auf etwas beruht, das, nach eigener Lehre, in seinem Vollzuge der Sünde unterliegt; und dann wird eines Tages niemand mehr daran glauben. Oder: sein Kern ist die Liebe des Hohenliedes Salomonis, also die natürliche: dann gibt es nichts, was es jemals stürzen kann, und alle anderen Religionen verschwinden eines Tages wie wesenlose Schatten. Denn dann steht das Christentum allein da als einziger Träger der von der Natur unaufhörlich gestützten Religion. Der Zeitpunkt ist da, an welchem die Philosophie zum ersten Mal in ihrer Geschichte aus Freiheit dem Christentum – das unglaubwürdig geworden ist – Hilfe leistet.“

Liebe und Güte dienen Blüher auch in diesem Zusammenhang als wichtige Bausteine des Beweisgangs, wobei er auf der Unteilbarkeit des Eros besteht: „So wie man nicht wissen kann, an welcher Stelle der Blitz einschlägt, so kann man auch nicht wissen, wohin die Güte trifft, ob in die feineren Bezirke oder in die Wollust. Beide sind ja auch bloß Vorlagerungen, und erst hinter ihnen, tiefer im Subjekt, liegt der transzendentale Ort, an dem die Organtätigkeit lebendig wird. […] Es ist ein schwerer Verlust, den das Christentum gleich in den ersten schrecklichen Jahrhunderten seines Bestehens erlitten hat, daß es in die Hände von Asketen fiel; es erfuhr dadurch eine Ablenkung von seiner Bahn, in der es sich heute noch befindet und durch die es sich ungerechterweise in den Ruf einer weltverneinenden Religion nach Art der indischen gebracht hat. Wenn es aber so ist – und es ist unwiderleglich so –, daß das Kernereignis des Christentums die Organverlagerung der natürlichen Liebe in Richtung auf die Güte ist, so schließt dieser Vorgang die Askese im mortifizierenden Sinne aus, verbannt sie sogar als eine seelische Ungezogenheit.“
Als ein „großes Ärgernis“ im Leben Jesu bezeichnet Blüher den Umstand, dass das ankündigte Reich Gottes weder kurzfristig noch überhaupt eingetreten ist und auch nicht erkennbar in Aussicht stehe. Dennoch handle es sich bei Jesus nicht um einen falschen Propheten: „Die Natur als ein Ganzes in ihrer Lückenlosigkeit reagiert nicht auf falsche Propheten. Der Kern des Lebens Jesu lag aber im Bereich ihrer Achse, und sein Leben selbst ist die empirische Kundgebung eines reinen Ereignisses der Natur.“ Ausschlaggebende Bedeutung hat für Blüher das mit Jesu Tod am Kreuz verbundene sakrale Opfer:

„In der Tat weiß er noch bei den ersten Nagelungen nicht, was das alles für einen Sinn haben soll; aber er lehnt betäubende Getränke ab. Völlig ratlos sind natürlich die Jünger, einfach weil sie das immer waren. Aber mitten zwischen den verzweifelten Worten am Kreuz: ‚Mein Gott! Mein Gott! Warum hast du mich verlassen?’ und dem letzten: ‚Es ist vollbracht!‘ muß der Durchbruch in voller Gedankenklarheit erfolgt sein. Dies ist der Augenblick, in dem die Natur in die Welt einbricht und sie in den Stand der Heilsgeschichte versetzt.“

Für Blüher war das der Moment, in dem die Güte ihr Organ in der Liebe fand. Während es in der Ethik des Altertums nur Handlungen aus Edelmut (bei den Hellenen) oder ‚gute Handlungen‘ im Gesetzessinn (bei den Juden) gegeben habe, seien nun Handlungen aus Güte als drittes Element hinzugekommen: „Diese sind naturunmittelbar und unterscheiden sich von denen aus dem Gesetz, aber sie unterscheiden sich auch von denen aus Edelmut. Handlungen aus Güte sind daher christliches Privileg.“ Zur Beschaffenheit von Liebe und Eros im christlichen Sinne gibt Blüher abschließend folgende Deutung:

„Aus alledem geht hervor, daß die Liebe, von der im Christentum die Rede ist, unmöglich die ‚Nächstenliebe‘ sein kann, sondern nur die wirkliche des Hohen Liedes Salomonis – das keinerlei allegorische Deutung zuläßt – und der heidnische Eros. Denn ‚Nächstenliebe‘ gibt es nicht; sie ist nirgends in der Natur gegründet. Sondern Nächstenliebe soll es geben. Was aber nicht ist, sondern nur sein soll, das kann nicht Organ sein. Hier gibt es gar kein Entweichen: entweder so ist es richtig, oder die Religion steht im Christentum auf Flugsand.
Wohl aber enthält der christliche Charakter, den es seit dem Kreuzestode gibt, die caritas als seinen wesentlichen Bestandteil. Erst der Christ kann seinen Nächsten lieben und das Gesetz erfüllen, gerade weil diese Erfüllung ‚getrennt vom Gesetz‘ stattfindet. Es gibt im christlichen Menschen eine letzte Hemmung der Humanität, die es ihm unter allen Umständen verbietet, das Leben des Mitmenschen bedenkenlos zu zerstören. Diese Hemmung kannte das Altertum nicht. Die caritas ist demnach ein Produkt des christlichen Weltprozesses.“

## Rezeption
Der Historiker Bernd-Ulrich Hergemöller, der eine Blüher-Bibliographie erstellt hat, sieht in Hans Blüher „einen der produktivsten, meistgelesenen und umstrittensten kultur- und sexualwissenschaftlichen Autoren des 20. Jahrhunderts“. Die bisher weitgehend ausgebliebene wissenschaftliche Auseinandersetzung mit Blüher liege vor allem an einem „unausgesprochenen Tabuisierungsverdikt“ wegen Blühers aggressivem Antisemitismus und seiner Polemik gegen die Frauenemanzipation.
Walter Laqueur, Autor unter anderem eines Standardwerks zur Jugendbewegung, hält Blüher teils für aufrichtig, teils für einen „Poseur und Scharlatan“, der oft auf theatralische und schockierende Effekte gesetzt habe. „Einige seiner Theorien enthielten mehr als nur ein Körnchen Wahrheit, andere sind zu töricht, als daß man sie ernsthaft diskutieren könnte.“ Die Klarheit seines Stils sei leider nicht Ausdruck der Klarheit seines Denkens.
Hans-Joachim Schoeps, bis 1933 führendes Mitglied der jüdischen Jugendbewegung und Blüher über dessen Tod hinaus freundschaftlich verbunden, betonte dagegen seine Hochachtung gegenüber Blüher. Noch 1933 war in Buchform ein Disput zwischen dem jungen jüdischen Religionswissenschaftler Schoeps und Blüher erschienen, „Streit um Israel“, der von den neuen Machthabern aber bald aus dem Verkehr gezogen wurde. Schoeps sah Blühers eigentliche Bedeutung darin, dass er das Erosproblem „aus dem medizinischen Niveau unter Anknüpfung an die alte platonische Erosidee“ in die philosophische Betrachtungsebene erhoben habe.

### Wirkungsradius zu Lebzeiten
„Berühmt oder berüchtigt?“ fragt Bernd Nitzschke mit Blick darauf, dass das Publikum den Autor Hans Blüher im zweiten Jahrzehnt des 20. Jahrhunderts in einem heute kaum mehr nachvollziehbaren Maß diskutiert habe. Schon die Aufnahme der Wandervogel-Trilogie vor dem Ersten Weltkrieg war zwiespältig. Während etwa der Reformpädagoge Gustav Wyneken, der beim Jugendtreffen auf dem Hohen Meißner 1913 eine zentrale Rolle spielte, von Blühers Wandervogel-Darstellung nachhaltig beeindruckt war und ihr „ein tiefes Verständnis für das Problem der Jugendkultur“ attestierte, sprach z. B. der Kritiker Karl Wilke von einem kranken Buch, das die Ehre der germanischen Jugendbünde befleckt habe.
Sigmund Freud, zu dem Blüher 1912 zwecks Expertise-Einholung zum dritten Band seiner Wandervogel-Geschichte Kontakt aufgenommen hatte, bescheinigte ihm: „Kein Zweifel, Sie sind eine starke Intelligenz, ein trefflicher Beobachter und ein Kerl von Mut und ohne viel Hemmungen. Was ich bei Ihnen gelesen habe, ist viel gescheiter als das Allermeiste der homosexuellen Literatur und richtiger als das Meiste der medizinischen.“ Die theoretische Differenz zwischen ihnen beiden sei nicht mehr groß; Blüher habe nur mehr auch das Verhältnis „der Inversion zur Impotenz gegen das Weib“ zu berücksichtigen, die Freud als nicht ganz normal ansah, sondern als Entwicklungshemmung auffasste. Anders fiel Freuds Urteil allerdings aus, nachdem Blüher sich politisch-weltanschaulich zum bekennenden Konservativen gewandelt hatte, der Freud als jüdischem Gelehrten 1922 zwar noch immer eine bedeutende Entdeckung bescheinigte, aber zugleich einschränkte: „Diese Gedanken werden erst fruchtbar, wenn sie durch ein deutsches Gehirn gehen, das imstande ist, ihrem tückischen Untergrunde Widerstand zu leisten.“ Fortan war Blüher für Freud „einer der Propheten dieser aus den Fugen geratenen Zeit“, der mit analytischer Wissenschaft nichts zu tun habe.
Eine ganze Reihe bekannter und weniger bekannter Dichter und Literaten reagierte auf Blühers frühe Schriften. Aus den Schützengräben des Ersten Weltkriegs erhielt Blüher 1915 Feldpost von Franz Werfel, der im Zustand nervlicher Erschöpfung Trost in der Blüher-Lektüre fand, wie er schrieb. Rainer Maria Rilke meldete sich 1919 in mehreren Briefen bei Blüher und teilte unter anderem mit, er habe die „Rolle der Erotik“ stellenweise mit „überraschtester und freudigster Bewunderung“ gelesen und weitere Exemplare an andere Interessierte geschickt. Harry Graf Kessler lernte ihn im Januar 1919 kennen und bezeichnete ihn als „wohl den originellsten Kopf unter den jüngeren Denkern“. Gottfried Benn widmete Blüher die Schrift Das moderne Ich als „Zeichen meiner schrankenlosen Verehrung seines Werkes“. Mit gänzlich anderer Stoßrichtung erschien 1920 ein Buch von Johann Plenge unter dem Titel: Antiblüher. Affenbund oder Männerbund? Kurt Tucholsky äußerte sich in seinem Essay Der Darmstädter Armleuchter, der sich mit Hermann Graf Keyserling befasst, abwertend.
Auf die „besseren Vertreter der Jugendbewegung“ berief sich 1922 der zur Führung der Neupfadfinder gehörige Karl Sonntag in seinem Urteil über Blühers Schriften: „Wir geben gerne zu, daß vieles richtig ist, was Blüher sagt. Aber wir werden nie ein peinliches Gefühl und ein unmutiges Empörtsein darüber los, was er gesagt hat und wie er es gesagt hat. […] Und es ist ungemein traurig, daß dieser ‚Philosoph‘ einen Hauptlesestoff der Jugend bildet und den Weg zur wahren Literatur versperrt. In heiligen und feierlichen Stunden zu Blühers Büchern zu greifen ist unmöglich. Man kann sie nur nach Tisch lesen, wie Zeitungen …“
Thomas Mann war im Februar 1919 Zuhörer eines Blüher-Vortrags zum Thema Deutsches Reich, Judentum und Sozialismus, für den er Blüher anschließend persönlich dankte und zu dem er in seinem Tagebuch festhielt: „Ein ausgezeichneter Vortrag, mir fast Wort für Wort aus der Seele geredet.“ Noch 1922 äußerte Thomas Mann sich in einer Rede partiell zustimmend zu Blühers männerbündischem Erosbegriff („Eros als Staatsmann, als Staatsschöpfer sogar ist eine seit alters her vertraute Vorstellung, die noch in unseren Tagen aufs geistreichste propagiert [wird]“), lehnte aber dessen Gebrauch zu Zwecken der monarchischen Restauration als Unfug ab. Blühers 1926 erschienenes Traktat über die Heilkunde beeinflusste laut Hergemöller „zahlreiche Alternativmediziner, Homöopathen und Psychotherapeuten“.

### Spärliche Beachtung und Auseinandersetzung im Nachgang
Über bestimmte homophile, pädophile und rechtsextreme Kreise hinaus, die sich zu eigenen Zwecken einzelner Bestandteile von Blühers Veröffentlichungen bedienten, hat Blüher nach seinem Tode in der Forschung lange Zeit kaum Beachtung gefunden. Hergemöller konstatiert eine strikte Tabuisierung seines Namens. Entgegengesetzte Impulse diesbezüglich haben insbesondere Hans Joachim Schoeps, Nicolaus Sombart, Ulfried Geuter und zuletzt Claudia Bruns und Ulrike Brunotte gesetzt, die vor allem auf Blühers homoerotische und männerbündische Theorien zielen. Schoeps bemängelte an Die Rolle der Erotik in der männlichen Gesellschaft in wissenschaftlicher Hinsicht zwar unter anderem eine uneinheitliche Methodik, das Fehlen einer sicheren psychologischen Grundlegung und eine nicht hinreichend differenzierte Trieblehre; mit solcher Kritik würde aber der intuitive Charakter des Werkes verkannt: „Die Fülle genialer Einfälle, die man in ihm findet, ist gewiß unkontrollierbar; aber Reiz und Wesen dieses Buches hängen gerade daran.“ Blüher habe viel dazu beigetragen, „den Typus des Sexualneurotikers zu enthüllen, der seinen Verdrängungszwängen unterliegt und in der Rolle des Verfolgers so gefährlich wird.“
Sombart vertritt die Ansicht, im Wilhelminischen Deutschland habe im Unterschied zu anderen europäischen Gesellschaften eine patriarchalische Gesellschaftsordnung mit einem starken männerbündlerischen Element geherrscht. Gegenwärtige Theorien, die das Phänomen der Homosexualität nicht nur als anthropologisches, sondern als soziales zu deuten versuchten, bewegten sich zwischen einem apologetischen und einem diskreditorischen Pol. Namentlich bezieht sich Sombart dabei einerseits auf die Theorie von Hans Blüher, „in der die mann-männlichen Beziehungen der Heterosexualität gegenüber als eine superiore Form zwischenmenschlicher Beziehungen angesehen werden, Homosexualität mit Polis und Staat in Beziehung gesetzt wird, die «reine Männersache» sind“, aber auch auf die geistige Betätigung schlechthin bezogen wird, zu der allein Männer befähigt seien; den anderen Pol stellt für Sombart die Theorie Alfred Adlers dar, in der Homosexualität als ein „spezifischer Fall männlicher Lebensuntüchtigkeit“ erscheine und auf einen männlichen Minderwertigkeitskomplex der Frau gegenüber zurückzuführen sei. Die Eulenburg-Affäre gilt Sombart als „ein typischer Fall also von Homosexuellen-Haß des latent Homosexuellen. Harden verfolgte das, was er in sich unterdrückte. […] Die Negation der eigenen homosexuellen Komponente machte ihn zum Typ des homosexuellen Verfolgers. Hans Blüher hat diesen Verfolgertypus und die für ihn charakteristische Verfolgungsneurose genau beschrieben – und zwar im Anschluß an die Kalamität der Eulenburg-Prozesse -; als die Geschichte «des Mannes, der den ungeheuerlichsten Abscheu und Widerwillen vor der Berührung mit dem eigenen Geschlecht hat, aber ihm doch leidenschaftlich verfallen ist».“
Blühers Rolle bei den ersten heftigen Auseinandersetzungen um homosexuelle Tendenzen innerhalb der Wandervogelbewegung gründlich erforscht hat Geuter, der aus Publikationen und Nachlässen eine ausgedehnte Lagerbildung von Blüher-Freunden und Blüher-Gegnern rekonstruiert. Diese stellt er in den Zusammenhang mit einer Unsicherheit und Desorientierung im Verhältnis zwischen Jungen und Mädchen um die Jahrhundertwende und mit den öffentlich aufbereiteten Homosexualitätsaffären am und im Umfeld des kaiserlichen Hofes. Auch den zweiten Höhepunkt der Diskussionen um die „mann-männliche Liebe“ unmittelbar nach dem Ersten Weltkrieg in der Jugendbewegung sieht Geuter im Zusammenhang mit Blühers Publikationen, insbesondere mit dem Werk Die Rolle der Erotik in der männlichen Gesellschaft. Zu einer „grundlegenden Konzeption der Befreiung der Sexualität“ sei Blüher in seinem Widerspruch gegen die heterosexuelle Normierung nicht gelangt, weil am Ende seiner Theorie nicht der lustvolle Mann gestanden habe, sondern „das Mitglied eines wohlgeordneten Männerbundes, das, wie in der ritterlichen Ordnung, in einem Treueverhältnis zu einer Führungsperson stand.“
Brunotte, die in einem weiten kulturhistorischen Bogen den Zusammenhang von „kriegerischer Politik und technologisch aufgerüsteter Männlichkeit“ bis in die Gegenwart des begonnenen 21. Jahrhunderts spannt, sieht Blühers Theorie der männlichen Gesellschaft notwendig auch in der Perspektive zu den „männerbündisch organisierten Kampfverbänden und Banden der Freikorps, der SA und der SS“, hält die alleinige Deutung des Blüherschen Männerbundmodells als Vorbereitung auf den Nationalsozialismus jedoch für verfehlt. „Es bedarf nur einer kleinen Perspektivverschiebung, um im Männerbundmodell – als eines durch rauschhafte Gefühlserlebnisse um den ‘charismatischen Männerhelden’ bewirkten Zusammenschlusses von brüderlichen Freunden – den dämonischen Doppelgänger republikanischer Brüderlichkeitsideale seit 1789 zu erkennen.“ Ungeachtet der Ambivalenz von Person und Schriften Blühers, von denen ein Großteil in den Giftschrank gehöre, bleibe sein Beitrag „zur Analyse mann-männlicher Soziabilität und zur sexual politics des frühen 20. Jahrhunderts.“
Nitzschke zielt in seinem Urteil wesentlich auf Blühers politische Orientierung und sieht in dessen Haltung, „das Hohe und Höchste in die Vergangenheit zu projizieren und es in der Zukunft wiedergewinnen zu wollen“ eine „gefährliche Geringschätzung des Gegenwärtigen, des Realen, des Nicht-Idealen.“ Das philosophische Hauptwerk, Die Achse der Natur, nennt Hergemöller „eine antimodernistische Geschichtsmetaphysik“, die nur von einigen schweizerischen und französischen Wissenschaftlern positiv rezipiert worden sei. Die eigenen bibliographischen Bemühungen um Hans Blüher begründet Hergemöller mit der für das Verständnis der Vergangenheit „mit all ihren Exzessen und Katastrophen“ selbstverständlichen akribischen wissenschaftlichen Forschung auch bezüglich solcher Personen und Gedanken, „die zur Destruktion des Humanum beigetragen haben und die keinerlei Identifikationspotential besitzen“.
In den 1960er knüpften Autoren der Schwulenbewegung und der Sexualwissenschaft in ihrem Bestreben, pädosexuelle Handlungen zu entkriminalisieren, an Blühers Ideen eines „pädagogischen Eros“ an.

## Ehen
In erster Ehe war er seit 1917 mit der Beamtentochter Johanna Lappe (* 1890) verheiratet. Die Ehe wurde 1921 geschieden. 1922 heiratete er die Ärztin Elsa Hebner, mit der er zwei Kinder hatte.

### Werke
(in Auswahl)
- Die Rede des Aristophanes. Prolegomena zu einer Soziologie des Menschengeschlechtes. Hamburg 1966. Kompilation postumer Schriften. Veröffentlicht aus dem Nachlass Blühers
- Die Achse der Natur. System der Philosophie als Lehre von den reinen Ergebnissen der Natur:  Hamburg 1949 (EA), Stuttgart 1952
- Die Erhebung Israels gegen die christlichen Güter. Hanseatische Verlagsanstalt 1931
- Der Standort des Christentums in der lebendigen Welt. Hamburg 1931
- Streit um Israel. Hanseatische Verlagsanstalt, Hamburg 1933. Ein jüdisch-christliches Gespräch mit Hans-Joachim Schoeps
- Die humanistische Bildungsmacht. Leipzig 1928

Postume Neufassung: Heidenheim an der Brenz 1976
- Philosophie auf Posten. Gesammelte Schriften 1916–1921. Heidelberg 1928
- Die Elemente der deutschen Position. Offener Brief an den Grafen Keyserling in deutscher und christlicher Sache. Berlin 1927
- Traktat über die Heilkunde insbesondere die Neurosenlehre. Jena 1926, 1928
  - veränd. Fassung, Stuttgart 1950
- Die deutsche Renaissance. Von einem Deutschen. Kampmann & Schnabel, Prien 1924 (Anonym erschienen)
- Der Judas wider sich selbst. Aus den nachgelassenen Papieren von Artur Zelvenkamp. Berlin 1922. (Unter Pseudonym erschienen)
- Secessio Judaica. Philosophische Grundlegung der historischen Situation des Judentums und der antisemitischen Bewegung. Der Weisse Ritter, Berlin 1922
  - Veränderte 3. Ausgabe, Voggenreiter, Berlin 1933
    - Volltext Ausg. 1922
- Die Aristie des Jesus von Nazareth. Philosophische Grundlegung der Lehre und der Erscheinung Christi. Prien, 1921
- Deutsches Reich, Judentum und Sozialismus. Prien 1920
- Die Wiedergeburt der platonischen Akademie. Diederichs, Jena 1920
- Werke und Tage (Geschichte eines Denkers). Autobiographie.  Jena 1920
  - wesentlich erw. Aufl. München 1953
- Mehrehe und Mutterschaft. Ein Briefwechsel mit Milla von Brosch. Jena 1919.
- Empedokles. Oder das Sakrament des freien Todes. o. O. 1918. Als Handschrift gedruckt, nicht im Buchhandel erschienen.
- Die Rolle der Erotik in der männlichen Gesellschaft. (2 Bde.) Jena 1917/19.
- Merkworte für den freideutschen Stand. Hamburg 1919
- In medias res. Grundbemerkungen zum Menschen. Jena 1919
- Führer und Volk in der Jugendbewegung. Jena 1917
- Einer der Homere und anderes in Prosa. Leipzig 1914
- Wandervogel. Geschichte einer Jugendbewegung. (2 Bde.) I.: Heimat und Aufgang, II.: Blüte und Niedergang. 1. Auflage. Berlin-Tempelhof 1912
- Die Wandervogelbewegung als erotisches Phänomen. Berlin-Tempelhof 1912

### Sekundärliteratur
- Ulrike Brunotte: Zwischen Eros und Krieg. Männerbund und Ritual in der Moderne (= Kleine kulturwissenschaftliche Bibliothek, Bd. 70). Wagenbach, Berlin 2004, ISBN 3-8031-5170-8.
- Claudia Bruns: Zur Konstruktion des Männerbunds bei Hans Blüher. In: Susanne zur Nieden: Homosexualität und Staatsräson. Männlichkeit, Homophobie und Politik in Deutschland 1900–1945 (= Geschichte und Geschlechter, Bd. 46). Campus-Verlag, Frankfurt am Main u. a. 2005, ISBN 3-593-37749-7, S. 100–117.
- Claudia Bruns: Politik des Eros. Der Männerbund in Wissenschaft, Politik und Jugendkultur (1880–1934). Böhlau, Köln u. a. 2008, ISBN 978-3-412-14806-5 (zugleich: Hamburg, Univ., Diss., 2004).
- Ulfried Geuter: Homosexualität in der deutschen Jugendbewegung. Jugendfreundschaft und Sexualität im Diskurs von Jugendbewegung, Psychoanalyse und Jugendpsychologie am Beginn des 20. Jahrhunderts (= Suhrkamp-Taschenbuch Wissenschaft. 1113). Suhrkamp, Frankfurt am Main 1994, ISBN 3-518-28713-3.
- Bernd-Ulrich Hergemöller: Hans Blüher 1888–1955. Annotierte und kommentierte Biobibliographie (1905–2004) (= Hergemöllers historiographische Hilfsmittel 1). HHL-Verlag, Hamburg 2004, ISBN 3-936152-04-7 (Teil C zur Rezeption. Inhaltsübersicht (Memento vom 11. November 2009 im Internet Archive)).
- Susanne zur Nieden, Claudia Bruns: „Und unsere germanische Art beruht bekanntlich zentnerschwer auf unserem Triebleben …“. Der „arische Körper“ als Schauplatz von Deutungskämpfen bei Blüher, Heimsoth und Röhm. In: Paula Diehl (Hrsg.): Körper im Nationalsozialismus. Bilder und Praxen. Fink u. a., München u. a. 2006, ISBN 3-7705-4256-8, S. 111–128.
- Jürgen Plashues: Hans Blüher – Ein Leben zwischen Schwarz und Weiß. In: Jahrbuch des Archivs der deutschen Jugendbewegung. 19, 1999/2004, ISSN 0587-5277, S. 146–185.
- Christopher Treiblmayr: Männerbünde und Schwulenbewegung im 20. Jahrhundert. In: Europäische Geschichte Online. 2011, abgerufen am 29. Dezember 2011.
- Alexander Zinn: „Aus dem Volkskörper entfernt“? Homosexuelle Männer im Nationalsozialismus. Campus, Frankfurt am Main 2018, ISBN 978-3-593-50863-4.